# 2025年のカリビアンシリーズ
野球の第67回カリビアンシリーズ（英: 67th Caribbean Series、西: 67.a Serie del Caribe）は、2025年1月31日から2月7日にかけて計14試合が、メキシコ合衆国バハ・カリフォルニア州メヒカリのエスタディオ・ニド・デ・ロス・アギラスで開催された。その結果、ドミニカ共和国代表レオネス・デル・エスコヒードがメキシコ代表チャロス・デ・ハリスコとの決勝戦を1－0で制し、13年ぶり5度目の優勝を成し遂げた。ドミニカ共和国勢の優勝は2023年大会のティグレス・デル・リセイ以来2年ぶり23度目で、国単位では同国勢が保持する優勝回数の歴代最多記録がさらに伸びた。賞金として、優勝のレオネスには14万5000ドルが、準優勝のチャロスには9万ドルが、3位決定戦を制したプエルトリコ代表インディオス・デ・マヤグエスには4万5000ドルが、それぞれ贈られる。レオネスの先発投手エスミル・ロジャースが、予選ラウンド3日目とそこから中4日での決勝戦の2度のチャロス戦にいずれも先発登板して計12.2イニングで8奪三振・2失点と好投、決勝戦では勝利投手となって大会MVPに選出された。
今大会には、主催団体カリブ海プロ野球連合（CBPC）に加盟する4か国・地域――ドミニカ共和国、プエルトリコ、ベネズエラ、メキシコ――のウィンターリーグ王者以外に、招待参加チームとして日本からジャパンブリーズが出場した。アメリカ州外のチームが参加するのはこれが初めて。ジャパンブリーズは4戦全敗に終わり、その実力の低さによって他国メディアを拍子抜けさせた一方、遠く離れた地から参戦したこともあり、球場では観客から時折ハポンコールを送られるなど現地ファンの声援を受けた。カリビアンシリーズが出場国のどこかで開催される場合、開催国のチームには常に夜の試合が割り当てられ、第三国・地域のチームどうしが対戦する昼間の試合は客足が伸び悩みがちである。しかし今大会はメキシコ代表のチャロスが出場しない試合でも、球場収容人員の3分の2程度に相当する1万2000人超が平均で入り、球場周辺での関連イベントにも多くのファンが訪れるなど、興行面で成功を収めた。

## 開催までの経緯

### 開催地
主催団体カリブ海プロ野球連合（CBPC）コミッショナーのフアン・フランシスコ・プエーヨは、将来の大会開催地について2020年2月時点では、2024年大会がメキシコで2025年大会がプエルトリコになると述べていた。しかしその後、アメリカ合衆国フロリダ州マイアミで大会を開催する機運が高まっていく。2022年1月、メジャーリーグベースボールのマイアミ・マーリンズが本拠地球場とするローンデポ・パークが、2024年大会の開催地になると発表された。これについて一部では「CBPCが球場運営者マーリンズと2年契約を結んだので、2025年大会も同じくマイアミで開催される」との噂が流れた。プエーヨは2024年大会の期間中CDNデポルテスのインタビューに応じてその噂を否定し、2025年大会をメキシコのバハ・カリフォルニア州メヒカリで、2026年大会をプエルトリコのサンフアンで、それぞれ開催すると発表した。結果的には、2020年2月時点での見通しが1年ずれたかたちとなる。メヒカリはメキシコリーグ "リーガ・メヒカーナ・デル・パシフィコ"（LMP）のアギラス・デ・メヒカリが本拠地都市としており、2024年大会の閉会式では同大会組織委員会からアギラスへ開催地担当組織の地位が承継された。メキシコ開催は2021年以来4年ぶり17回目、そのうちメヒカリでは2009年以来16年ぶり2回目。
ただ、こうしてマイアミ連続開催が否定されメヒカリ開催が決まったあとも、アメリカ合衆国での連続開催の可能性は残されていた。というのもLMP会長カルロス・マンリケが2024年大会終了後の2月、今大会についてアメリカ合衆国カリフォルニア州サンディエゴとの共催も検討していると明かしたのである。メキシコ北西部のバハ・カリフォルニア州とアメリカ合衆国西海岸のカリフォルニア州は、"カリフォルニア" という共通の名前を持つことからもわかるように、米墨国境を挟んで接している。メヒカリとサンディエゴは道路距離でおよそ200km離れた位置にあり、国境をまたいだ単一都市圏を両市で形成しているわけではないが、いずれも国境沿いに位置している。また、マンリケはカリビアンシリーズ共催構想とは別に、LMPの試合をアメリカ合衆国アリゾナ州ツーソンで開催しようとしたこともあるなど、アメリカ合衆国進出に前向きだった。結局この共催構想は実現には至らず、同年7月にはメヒカリ単独開催による全試合日程が発表された。
バハ・カリフォルニア州知事マリーナ・デル・ピラール・アビラ・オルメダは11月、国内外から多くの観光客が来訪する2025年開催の大イベントとして、観光産業博覧会 "ティアンギス・トゥリスティコ" とともに今大会を挙げ、今大会では10万人以上が呼び込めるとの期待を表明した。同州の観光・コンベンション委員会（Cotuco）によれば、メヒカリへの観光客は隣国アメリカ合衆国からの来訪者が約65パーセントを占めるが、今大会開催中は出場各国・地域からの観光客が増えることでその比率が一時的に変化する見通しだという。同州のインフラ・都市開発・区画整理局は今大会へ向け、1億2500万メキシコ・ペソ超を投じて開催球場エスタディオ・ニド・デ・ロス・アギラスの改修工事を行い、座席や照明設備を増設したりファサードを新たなものに変えたりした。メヒカリ市長ノルマ・アリシア・ブスタマンテ・マルティネスによれば、同市は今大会の警備のため新たにパトロールカーを200台導入する。Cotucoは、今大会が州全体にもたらす収益見込として2億メキシコ・ペソ超――委員会内では最大5億メキシコ・ペソという意見もあったが、控えめに見積もって――という数字を示した。なおティアンギス・トゥリスティコは、4月28日から5月1日にかけてメキシコ側のティフアナとアメリカ合衆国側のサンディエゴで国境をまたいで共催される。

### 出場チーム
出場国・地域には2014年大会より、主催団体カリブ海プロ野球連合（CBPC）加盟の4か国・地域に加えて招待国枠が設けられた。同年に招待されたのはキューバのリーグ王者だけだったが、徐々にその数は増加していき、2023年大会では4か国・地域、前回2024年大会では3か国・地域のチームが参加した。11年間で招待されたのはキューバのほかにパナマ、コロンビアにキュラソー、そしてニカラグアと、大会名のとおりにいずれもカリブ海沿岸国・地域のリーグ王者だった。しかし今大会では招待国枠がひとつに絞られ、しかもその枠はカリブ海から離れた日本の、リーグ王者ではなく大会のために特別編成される "ジャパンブリーズ" というチームに割り当てられた。

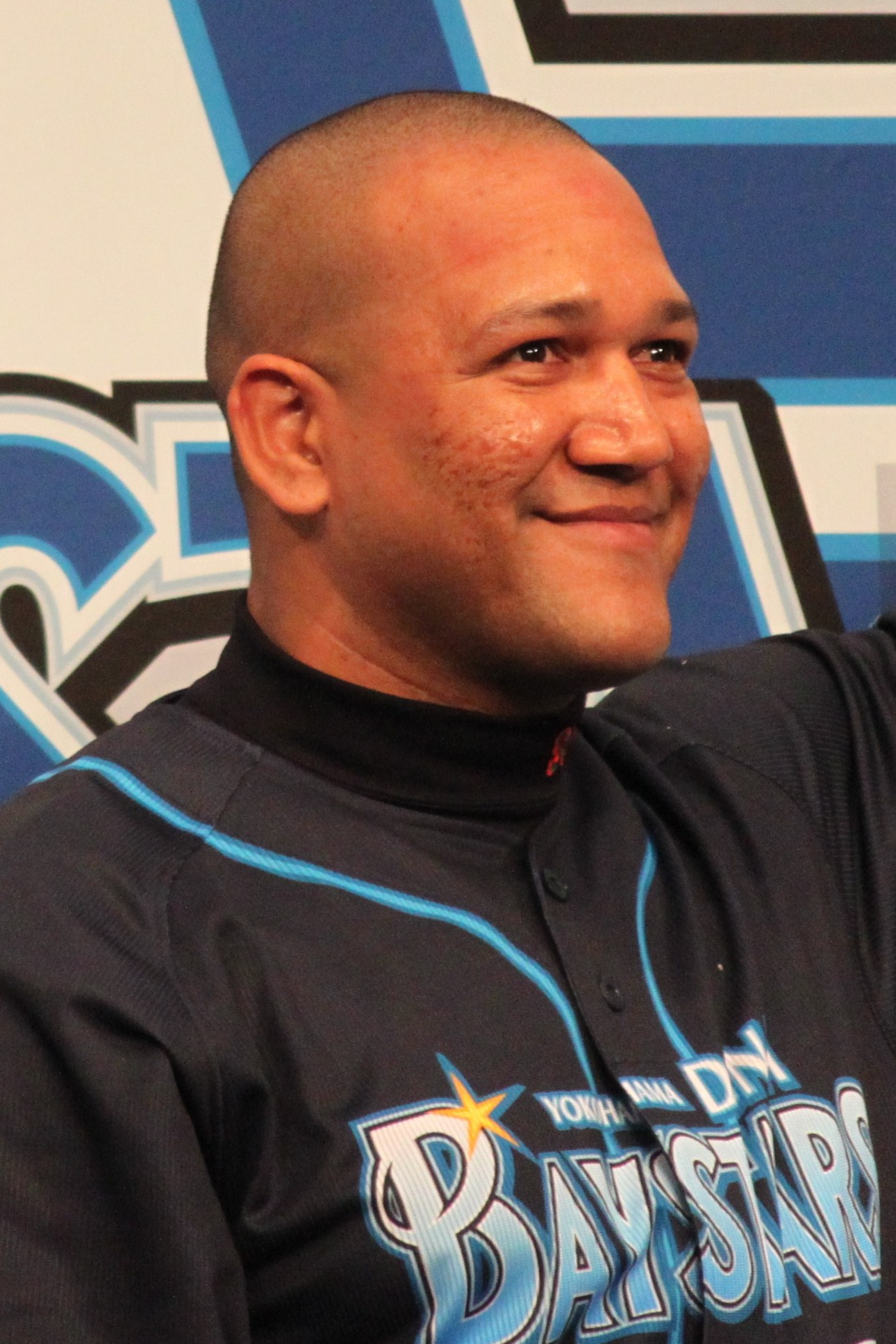
アレックス・ラミレス（写真は2012年1月29日、日本プロ野球の横浜DeNAベイスターズで現役選手をしていたときに撮影）

CBPCコミッショナーのフアン・フランシスコ・プエーヨは、自身が1991年にCBPC入りしたときからアジアチームの招待を構想していたという。2018年2月には新規招待候補国として日本や大韓民国、台湾（中華民国）の名を挙げ、そのうち日本球界の関係者とは非公式に話し合いをしたとも明かしている。ただ日本プロ野球（NPB）や韓国プロ野球（KBO）にとって2月上旬は春季キャンプ序盤の時期にあたり、同時期に開催されるカリビアンシリーズへの参加は困難だった。CBPC側の出場要請に対しNPBやKBO、台湾プロ野球（CPBL）からの返答はなかった。各国リーグとの組織間交渉では先行きが見通せないなか、CBPCは個人への接触を図るようになり、アレックス・ラミレスに声をかけた。ラミレスはCBPC加盟国のベネズエラ出身で、同国アギラス・デル・スリアの一員として2000年のカリビアンシリーズに出場する可能性があったが、メジャーリーグベースボール（MLB）のスプリングトレーニングを優先し出場を辞退した。その後は活躍の場を日本へ移し、NPBで2001年から2013年まで選手としてプレイ、2016年から2020年までは監督として指揮を執った。2023年にはラテンアメリカ出身者として初の日本野球殿堂入りも果たしている。ラミレスはCBPCからの打診を受けたのち、前回大会の視察を経て5月にJAPAN BREEZE合同会社（法人番号：6020003026101）を設立し、自ら最高経営責任者と監督を兼務することにした。最高財務責任者にはエルウィン・ミヤサカが、ゼネラルマネージャーには色川冬馬が就任し、6月下旬にはこのふたりとプエーヨが臨席して招待契約が正式に締結された。
招待する側であるCBPC側の目的は市場拡大にあった。プエーヨも2018年2月の時点で、テレビ中継の放映権をアジア諸国に販売できればその売上をCBPC加盟国・地域の各リーグへ分配できる、と期待を口にしている。今大会に際しては、ジャパンブリーズがCBPCから日本国内分の放映権を移管してもらってテレビ局やインターネットメディアとの交渉を担うという形がとられ、楽天グループのインターネットテレビ "Rチャンネル" がジャパンブリーズ戦のみ生中継を配信することとなった。これに対して招待される側であるラミレスは、NPB球団から戦力外通告を受けた選手や独立リーグの選手などでジャパンブリーズを構成し、そのような選手が現役を続行するうえでの選択肢を広げたいと考えていた。その背景には、20代後半でNPB球団に在籍していない選手はドラフトで指名されたり新たな契約を得たりするのが難しい、という状況がある。ラミレスはNPBの支配下選手登録70人✕12球団が狭き門だと認識しており、そこから漏れてしまった選手は「『野球選手としてダメだから』かというと、必ずしもそうではありません。NPBのシステム上、こういう状況になってしまった人も少なくないのです」と捉えている。そのような選手がCPBLやKBO、メキシコ夏季リーグなどの球団と契約を結ぶ事例も増えつつあるが、ラミレスは、今大会で選手をスカウトの目に触れさせることがNPB復帰、あるいはMLB傘下やカリブ海沿岸国・地域の球団との契約のきっかけになればいいという。したがって、もし選手やコーチがジャパンブリーズ招集後に新たな契約を決めた場合は、ジャパンブリーズよりも新契約優先で「快く送り出したい」とも話す。
過去11年間で招待参加チームは一定の成績を収めてきた。優勝は2015年・2019年・2022年の3度あり、前回大会でも準決勝へ進出した4チームのうち半分の2チームが招待参加チームだった。その2チーム、パナマ代表フェレラーレス・デ・チリキとキュラソー代表キュラソー・サンズが3位決定戦を終えたあと、フェデラーレス監督のホセ・マヨルガやサンズの4番打者ジョナサン・スコープはいずれも参加継続希望の旨を口にしていた。だが今大会には、これらの国・地域のチームは招待されなかった。招待国枠をひとつに絞った理由としてプエーヨは、開催地メキシコ合衆国バハ・カリフォルニア州メヒカリの気候を挙げている。もし招待参加チームを複数にした場合、日程を円滑に消化するためには1日に3試合以上をこなさなければならないが、大会開催時期のメヒカリは夜の冷え込みが予想され、遅い時間帯まで試合を続けるのは難しい、というのがCBPCの言い分だった。これに対し今大会へ招待されなかった5か国・地域のリーグは、アルゼンチンリーグ "リーガ・アルヘンティーナ・デ・ベイスボル" とともに新組織としてアメリカ州野球協会を結成し独自大会 "セリエ・デ・ラス・アメリカス" を創設、その第1回大会を2025年1月にニカラグアで開催すると発表した。プエーヨはこの動きを「CBPCとして全面的に支持する」と表明した。
今大会への出場権を得たチームは以下の通り。
| 国・地域         | リーグ | チーム                       | カリビアンシリーズ経験 | カリビアンシリーズ経験 | 監督                 | 2024-25シーズン 国内優勝決定シリーズ結果 | 出場決定日                           |
| 国・地域         | リーグ | チーム                       | 出場                   | 優勝                   | 監督                 | 2024-25シーズン 国内優勝決定シリーズ結果 | 出場決定日                           |
| ---------------- | ------ | ---------------------------- | ---------------------- | ---------------------- | -------------------- | ---------------------------------------- | ------------------------------------ |
| プエルトリコ     | LBPRC  | インディオス・デ・マヤグエス | 2年ぶり18回目          | 2回                    | ウィル・コルデロ     | 5勝1敗 vs. セナドーレス・デ・サンフアン  | 1月24日                              |
| ベネズエラ       | LVBP   | カルデナレス・デ・ララ       | 5年ぶり07回目          | なし                   | ヘンリー・ブランコ   | 4勝2敗 vs. ブラボス・デ・マルガリータ    | 1月26日                              |
| ドミニカ共和国   | LIDOM  | レオネス・デル・エスコヒード | 9年ぶり11回目          | 4回                    | アルバート・プホルス | 4勝3敗 vs. ティグレス・デル・リセイ      | 1月27日                              |
| メキシコ         | LMP    | チャロス・デ・ハリスコ       | 3年ぶり03回目          | なし                   | ベンジー・ギル       | 4勝2敗 vs. トマテロス・デ・クリアカン    | 1月28日                              |
| 日本（招待参加） | －     | ジャパンブリーズ             | 初                     | なし                   | アレックス・ラミレス | （国内リーグ戦なしの特別編成チーム）     | （国内リーグ戦なしの特別編成チーム） |

### 大会形式
予選ラウンドは5日間、毎日2試合が組まれ、余った1チームは休養日となる。こうして5チームが1回戦総当たりのリーグ戦を行い、上位4チームが決勝トーナメントへ進む。準決勝では1位のチームが4位のチームと、2位のチームが3位のチームと対戦する。予選ラウンドでもし複数のチームが同じ勝敗で並んだ場合は、直接対決の勝敗により順位を定める。ただし3チーム以上が同率かつ直接対決の勝敗でも並ぶ場合は、直接対決でのチーム・クオリティ・バランス（TQB）、すなわち（得点/攻撃イニング数）－（失点/守備イニング数）の数値で優劣をつける。
試合では、前回2024年大会からのルールを踏襲する。一塁・二塁・三塁のサイズ拡大や極端な守備シフトの禁止、延長戦のイニングを無死二塁から始めるタイブレーク制度など、その多くはもともと、メジャーリーグベースボール（MLB）で2023年に導入されたものだった。ただし投球間の時間制限 "ピッチクロック" についてはMLBとは異なり、前回大会と同様に今大会でも採用されない。

## 試合結果
2025年のカリビアンシリーズは1月31日に開幕し、8日間で予選ラウンド10試合、決勝トーナメント4試合の計14試合が行われた。日程・結果は以下の通り。
| 日付                                                 | 試合         | 先攻球団                     | スコア | 後攻球団                     | 出場球団本拠地と開催地の位置 |
| ---------------------------------------------------- | ------------ | ---------------------------- | ------ | ---------------------------- | --- |
| 1月31日（金）                                        | 予選ラウンド | カルデナレス・デ・ララ       | 0－2   | レオネス・デル・エスコヒード | インディオス・ · デ・マヤグエスカルデナレス・デ・ララレオネス・ · デル・エスコヒード開催地 · エスタディオ・ニド・デ・ロス・アギラスチャロス・デ・ハリスコ |
| 1月31日（金）                                        | 予選ラウンド | インディオス・デ・マヤグエス | 1－8   | チャロス・デ・ハリスコ       | インディオス・ · デ・マヤグエスカルデナレス・デ・ララレオネス・ · デル・エスコヒード開催地 · エスタディオ・ニド・デ・ロス・アギラスチャロス・デ・ハリスコ |
| 2月01日（土）                                        | 予選ラウンド | レオネス・デル・エスコヒード | 12－1  | ジャパンブリーズ             | インディオス・ · デ・マヤグエスカルデナレス・デ・ララレオネス・ · デル・エスコヒード開催地 · エスタディオ・ニド・デ・ロス・アギラスチャロス・デ・ハリスコ |
| 2月01日（土）                                        | 予選ラウンド | チャロス・デ・ハリスコ       | 2－1   | カルデナレス・デ・ララ       | インディオス・ · デ・マヤグエスカルデナレス・デ・ララレオネス・ · デル・エスコヒード開催地 · エスタディオ・ニド・デ・ロス・アギラスチャロス・デ・ハリスコ |
| 2月02日（日）                                        | 予選ラウンド | ジャパンブリーズ             | 2－3   | インディオス・デ・マヤグエス | インディオス・ · デ・マヤグエスカルデナレス・デ・ララレオネス・ · デル・エスコヒード開催地 · エスタディオ・ニド・デ・ロス・アギラスチャロス・デ・ハリスコ |
| 2月02日（日）                                        | 予選ラウンド | レオネス・デル・エスコヒード | 0－2   | チャロス・デ・ハリスコ       | インディオス・ · デ・マヤグエスカルデナレス・デ・ララレオネス・ · デル・エスコヒード開催地 · エスタディオ・ニド・デ・ロス・アギラスチャロス・デ・ハリスコ |
| 2月03日（月）                                        | 予選ラウンド | カルデナレス・デ・ララ       | 10－5  | インディオス・デ・マヤグエス | インディオス・ · デ・マヤグエスカルデナレス・デ・ララレオネス・ · デル・エスコヒード開催地 · エスタディオ・ニド・デ・ロス・アギラスチャロス・デ・ハリスコ |
| 2月03日（月）                                        | 予選ラウンド | チャロス・デ・ハリスコ       | 7－2   | ジャパンブリーズ             | インディオス・ · デ・マヤグエスカルデナレス・デ・ララレオネス・ · デル・エスコヒード開催地 · エスタディオ・ニド・デ・ロス・アギラスチャロス・デ・ハリスコ |
| 2月04日（火）                                        | 予選ラウンド | インディオス・デ・マヤグエス | 10－7  | レオネス・デル・エスコヒード | インディオス・ · デ・マヤグエスカルデナレス・デ・ララレオネス・ · デル・エスコヒード開催地 · エスタディオ・ニド・デ・ロス・アギラスチャロス・デ・ハリスコ |
| 2月04日（火）                                        | 予選ラウンド | ジャパンブリーズ             | 0－10  | カルデナレス・デ・ララ       | インディオス・ · デ・マヤグエスカルデナレス・デ・ララレオネス・ · デル・エスコヒード開催地 · エスタディオ・ニド・デ・ロス・アギラスチャロス・デ・ハリスコ |
| 2月05日（水）                                        | 準決勝       | レオネス・デル・エスコヒード | 5－4   | カルデナレス・デ・ララ       | インディオス・ · デ・マヤグエスカルデナレス・デ・ララレオネス・ · デル・エスコヒード開催地 · エスタディオ・ニド・デ・ロス・アギラスチャロス・デ・ハリスコ |
| 2月05日（水）                                        | 準決勝       | インディオス・デ・マヤグエス | 1－3   | チャロス・デ・ハリスコ       | インディオス・ · デ・マヤグエスカルデナレス・デ・ララレオネス・ · デル・エスコヒード開催地 · エスタディオ・ニド・デ・ロス・アギラスチャロス・デ・ハリスコ |
| 2月06日（木）                                        | 3位決定戦    | インディオス・デ・マヤグエス | 7－4   | カルデナレス・デ・ララ       | インディオス・ · デ・マヤグエスカルデナレス・デ・ララレオネス・ · デル・エスコヒード開催地 · エスタディオ・ニド・デ・ロス・アギラスチャロス・デ・ハリスコ |
| 2月07日（金）                                        | 決勝戦       | レオネス・デル・エスコヒード | 1－0   | チャロス・デ・ハリスコ       | インディオス・ · デ・マヤグエスカルデナレス・デ・ララレオネス・ · デル・エスコヒード開催地 · エスタディオ・ニド・デ・ロス・アギラスチャロス・デ・ハリスコ |
| 優勝： レオネス・デル・エスコヒード（13年ぶり5度目） |              |                              |        |                              | インディオス・ · デ・マヤグエスカルデナレス・デ・ララレオネス・ · デル・エスコヒード開催地 · エスタディオ・ニド・デ・ロス・アギラスチャロス・デ・ハリスコ |

### 予選ラウンド

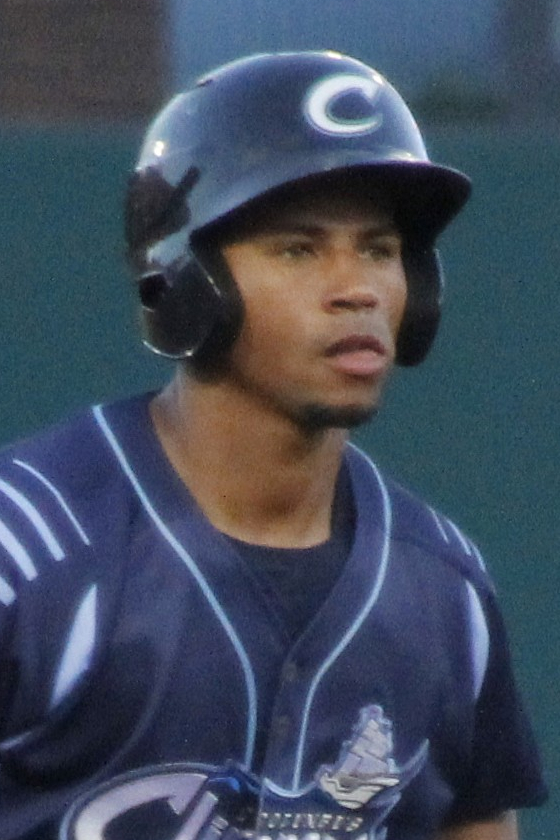
フランシスコ・メヒア（写真は2018年6月28日、マイナーリーグベースボールAAA級コロンバス在籍時に撮影）

1月31日午後1時30分過ぎ、ドミニカ共和国代表レオネス・デル・エスコヒード対ベネズエラ代表カルデナレス・デ・ララの第1試合が始まり、第77回カリビアンシリーズが開幕した。カルデナレスは自国リーグ "リーガ・ベネソラーナ・デ・ベイスボル・プロフェシオナル" の優勝決定シリーズでは、6試合で計77安打・108塁打・44得点と猛打を振るっていた。レオネスの先発投手ブルックス・ホールは、前回大会にティグレス・デル・リセイの一員として参加した際に目にしたベネズエラ勢の積極的な打撃が印象に残っているといい、この日はカルデナレス打線に対して「ストライクを先行させ、打者が悪球にも手を出すように仕向けたい」と話していた。ホールはこの日、63球中46球がストライクという投球で5イニングを投げ、カルデナレス打線を3安打無得点に封じる。6回表からレオネスが継投に入り、カルデナレス打線はその回に2番手ウリセス・ホアキンから無死二・三塁、7回表に3番手アレックス・コロメから二死二塁と2イニング連続で走者を得点圏へ進めたが、いずれも後続を断たれ無得点に終わった。レオネス打線も相手先発マックス・カスティーヨを打ちあぐねていたが、7回裏に投手がアレックス・シャーフに代わると、二死一塁から6番フランシスコ・メヒアの適時三塁打とシャーフの暴投で2点を先制した。レオネス救援投手陣はこのリードを、8回表はジョー・コーベットが、9回表はフェルナンド・エイバッドが、それぞれ無失点で守り切って2－0で勝利した。ホールとF・メヒアはいずれも、2024-25シーズンはドミニカ共和国リーグ "リーガ・デ・ベイスボル・プロフェシオナル・デ・ラ・レプブリカ・ドミニカーナ" の他球団でプレイしたのち、補強選手として今大会からレオネスに加わっており、レオネス監督アルバート・プホルスは試合後に彼らの働きを称賛した。カルデナレス二塁手イルデマロ・バルガスは「家族ともどもメキシコ入りできたのが午前3時で、遠征用に持ち込んだ食材は入管で破棄させられて、メヒカリに着いたのが午前6時で、19時間の移動が終わったと思ったらその日の午後1時から試合かよ」と、大会の人流管理に苦言を呈した。
第1試合終了後、開催国メキシコ代表チャロス・デ・ハリスコが登場する第2試合を前に、大会の開会式が行われた。メキシコの国歌をカロリーナ・ロスが独唱したのに続き、場内には2024年10月に亡くなった往年の名投手フェルナンド・バレンズエラを追悼する映像が流され、ドローンや花火が今大会出場国・地域の旗やバレンズエラの生前の背番号34を夜空に浮かび上がらせたのち、始球式ではスポーツ庁長官ロメル・パチェコやバレンズエラの息子、バレンズエラの生前の同僚スティーブ・ガービーらがボールを投じた。チャロスの対戦相手、プエルトリコ代表インディオス・デ・マヤグエスの先発投手ロニー・ウィリアムズは、2024年はメキシコの夏季リーグで投げていたが満足な結果を残せず、この日の登板はメキシコの地で自身の実力を改めて証明する好機だと意気込んでいた。しかし初回裏、二死無走者から与四球→2暴投→与四球と制球を乱して走者を溜め、5番ジャック・メイフィールドの内野安打で1点の先制を許す。3回裏には2奪三振を含む三者凡退とするなど復調の兆しを見せつつあったが、4回裏には二死一・二塁から8番ジャフェット・アマダーの適時二塁打で2点を失い、この回限りで降板となった。チャロスは先発投手デビッド・レイエスが7回1失点と好投、打線は5回以降も相手の救援投手陣から得点を重ね、8－1で勝利した。レオネスのホールやF・メヒアと同様にレイエスも、チャロスには今大会から補強選手として合流している。レイエスが2024-25シーズンにメキシコリーグ "リーガ・メヒカーナ・デル・パシフィコ" でプレイしていた球団は、今大会開催地を本拠地とするアギラス・デ・メヒカリだった。 レイエスはこの日の自身の投球について、あらかじめ球場の広さを把握していたことで攻めの投球ができたといい、また地元の観客から声援を受けたことが嬉しかったと振り返った。

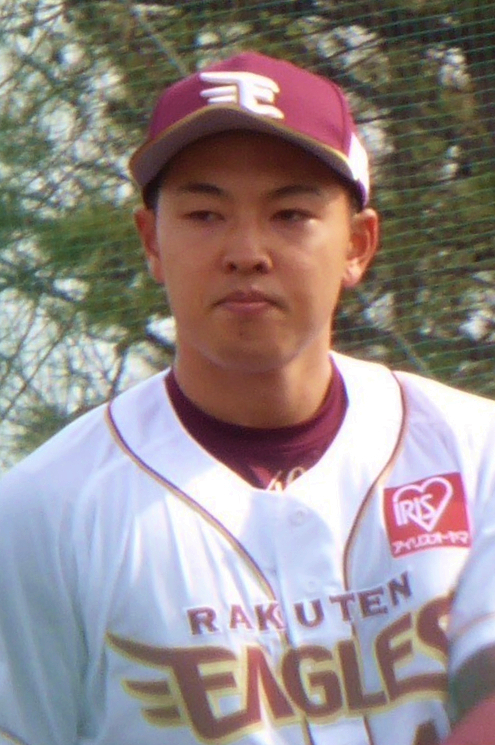
櫻井周斗（写真は2024年3月27日、日本プロ野球の東北楽天ゴールデンイーグルス在籍時に撮影）

一夜明けて大会2日目、日本代表ジャパンブリーズが他チームから1日遅れで初戦を迎え、第1試合でレオネスと対戦した。ジャパンブリーズの先発投手・櫻井周斗は初回表に二死一・二塁、2回表に無死一・二塁と2イニング連続で複数の走者を背負いながらも無失点で切り抜ける。しかし3回表、先頭打者への与四球をきっかけに一死満塁とされ、6番ホセ・マルモレホスの犠牲フライで1点を先制される。ここからジャパンブリーズはプレイを乱し、捕手・佐藤大和の失策や捕逸、櫻井の2暴投などでさらに3点を失った。櫻井は大会公式球が手に馴染まず制球に苦しみ「自分と戦っている感じがすごくしました。どうしてもバッターと勝負しきれていなかった」という。4回表からは櫻井に代わり福田真啓が登板したが4安打3失点と打ち込まれ、5回以降も浅野森羅らが点差を広げられていく。かたや打線は、相手先発ジョニー・クエトから4回裏に2敵失絡みの1点を挙げたのみ。最終的には12－1と大差がつき、レオネスが前日から連勝、ジャパンブリーズは初戦を勝利で飾れなかった。ジャパンブリーズの川﨑宗則は43歳のベテランとして、チームメイトについて「若い選手が多いので、おそらく緊張していたと思います」と見ていた。第2試合では、チャロスがカルデナレスを2－1で下し、レオネスと同じく開幕2連勝とした。カルデナレスが4回裏二死二塁から5番ホセ・ロンドンの適時中前打で1点を先制したものの、チャロスもその直後の5回表、一死から一塁走者ルディ・マーティンが盗塁を連続成功させて三塁へ進み、8番ドノバン・ケイシーの犠牲フライで同点に追いつく。チャロスは打線が8イニングでわずか3安打のみに抑えられていたが、投手陣も同点のまま持ちこたえる。9回表、チャロスは一死から2番マイケル・ウィーランスキーが二塁打で出塁すると、続くマテオ・ギルとフリアン・オルネラスの内野ゴロを相手内野陣が立て続けに失策し、その間にウィーランスキーが生還して勝ち越す。その裏、カルデナレスは二死から6番ダンリー・バスケスが中前打で同点の走者となるも、次打者エルナン・ペレスが遊ゴロに倒れ試合終了となった。このD・バスケスの一打も含め、この日カルデナレス打線が放った8安打のうち7本は二死からという拙攻だった。
大会3日目、第1試合では0勝1敗どうしのインディオスとジャパンブリーズが対戦し、インディオスが3－2で勝利した。先制はジャパンブリーズで、3回表二死無走者から9番・大橋武尊の内野安打を皮切りに3連打で1点を奪う。先発投手・二宮衣沙貴は、相手の5番打者デビッド・マキノンが「腕の振りが見えにくいので、球速より速く感じた」と舌を巻く投球で打線を翻弄し、4回まで無安打とする。しかしインディオスは5回裏に先頭打者マキノンの初安打をきっかけに2点を奪い逆転すると、7回裏にも3番アンソニー・ガルシアの犠牲フライで1点を加え、ジャパンブリーズの反撃を1点に抑えて逃げ切った。ジャパンブリーズは敗れたものの、その健闘ぶりに観客からの大声援を受けた。これで全5チームが2試合を終え、レオネスとチャロスが連勝、インディオスが1勝1敗、カルデナレスとジャパンブリーズが連敗となった。そして連勝中の2チームが、この日の第2試合で直接対決に臨んだ。チャロスは初回裏、レオネス先発投手エスミル・ロジャースから2番マーティンが三塁打で出塁し、3番ウィーランスキーの適時左前打で先制する。その後ロジャースは、速球をストライクゾーン内へ投げ込みつつ変化球も巧みに織り交ぜ、6回裏終了まで17打者を連続でアウトにする。だがチャロス先発投手ロナルド・メドラノも5回無失点と、レオネスに反撃をさせない。7回表、レオネスは相手の3番手投手ヘスス・クルーズから二死二・三塁の好機を作るも、8番クリスチャン・アダメスが三振に倒れ同点にできず。その裏も続投したロジャースに対し、チャロスは先頭打者ウィーランスキーの左前打と盗塁で無死二塁とし、二死後に6番オルネラスの適時二塁打で2点目を挙げた。試合はこのまま2－0で終了し、チャロスが3連勝とした。この結果チャロスは1試合を残し、既に2敗の2チームを上回ることが確定したため、決勝トーナメント進出を決めた。ニカラグア出身のメドラノは大会史上初の同国人勝利投手となったが、決勝トーナメントには登板せずこの1登板のみでチャロスを離脱してニカラグアのナショナルチームへ合流し、台湾で2月下旬に行われる第6回ワールド・ベースボール・クラシック予選への出場準備を優先させる。

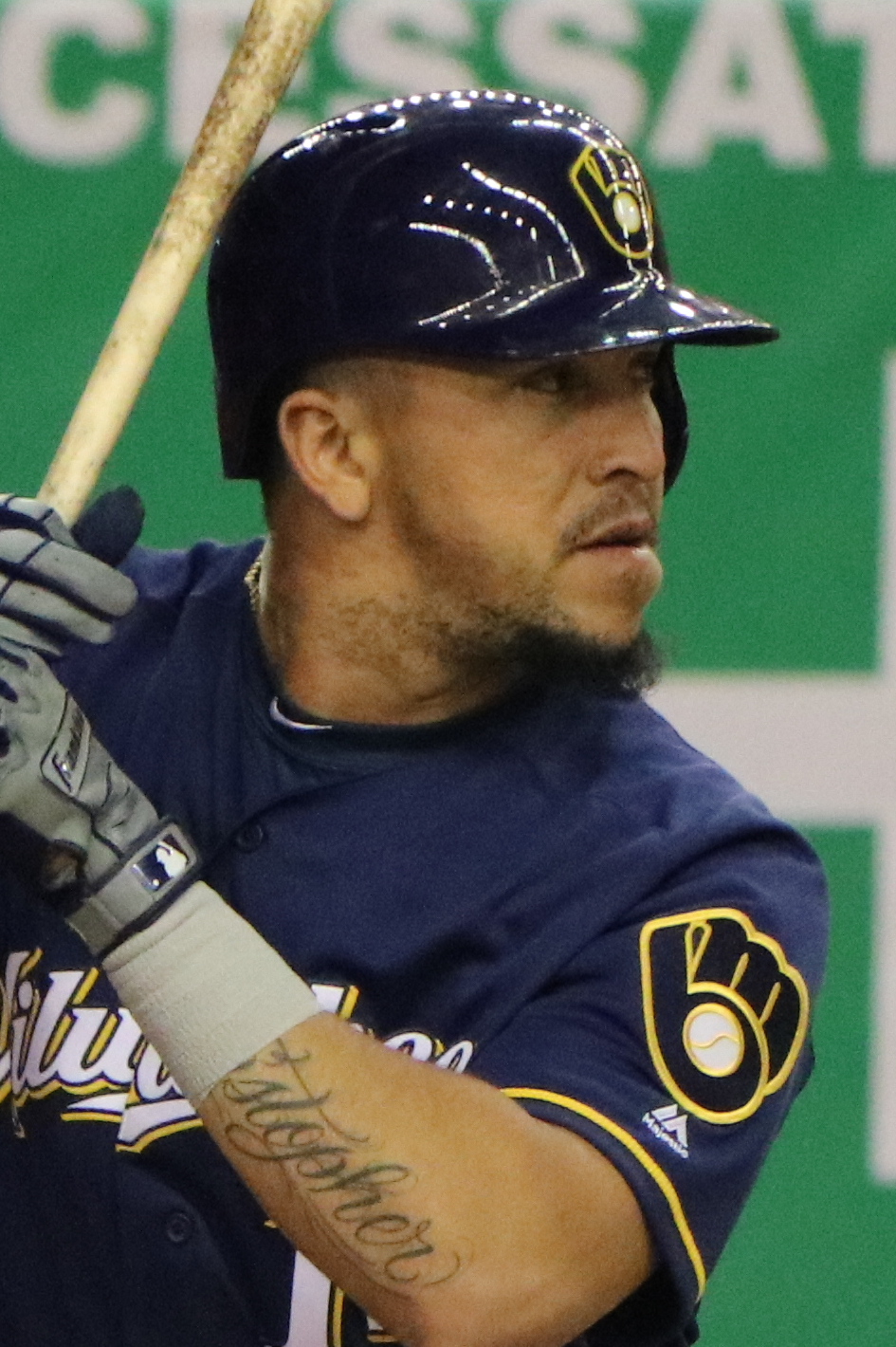
エルナン・ペレス（写真は2019年3月25日、メジャーリーグベースボールのミルウォーキー・ブルワーズ在籍時に撮影）

カルデナレスは初日・2日目の2試合で1得点・打率.197と打線が低調だった。休養日を挟み4日目、第1試合でカルデナレスはインディオス相手に10得点を奪い、大会初勝利を挙げた。序盤は遊撃手エドゥアルド・ガルシアの3失策がいずれも失点につながり、3回終了時点では1－5と先行される。遊撃手の1試合3失策は2年ぶり11度目、歴代最多タイ記録だった。それでも3回表以降は打線が毎回1〜2点ずつ返していき、6回表に同点に追いつく。7回表には二死一・二塁から7番ペレスの適時二塁打で2点を勝ち越し、その後も点差を広げていった。これにより、カルデナレスとインディオスが1勝2敗で並んだ。もうひとつの2敗チーム、ジャパンブリーズはこの日の第2試合で、既に予選ラウンド突破を決めているチャロスと対戦した。この試合はチャロスが初回表に5番メイフィールドの適時左前打で1点を先制し、4回表にも6番アマダーの適時二塁打で1点を追加したのに対し、ジャパンブリーズもその裏無死一・三塁から6番・水本大志の二ゴロ間に1点を返す。ジャパンブリーズの先発投手・平間凜太郎は「変化球で勝負できることをアピールできたと思います」と、自身の投球に手応えを得ていた。だがジャパンブリーズが平間をその回限りで降板させて継投に入ると、チャロスは5回表に攻撃を畳み掛け、根岸涼→太田大和→上田楽の3投手から3安打2四球3盗塁、そこに悪送球や暴投など相手のミスも相まって5点を加える。そのうち2点は、二死二・三塁から登板した上田が初球を投じる前に連続ボークを犯し、塁上の2走者を自ら還したものだった。1試合2ボークは大会史上初だった。チャロスは6回裏以降、5投手の継投でジャパンブリーズの反撃を1点にとどめて7－2で勝利し、予選ラウンドを4戦全勝で首位通過した。全勝の原動力のひとつが、足を絡めた攻撃である。ビリー・ハミルトンとマーティンはいずれも4盗塁を決めており、1大会の最多記録に並ぶまであと2に迫っている。そしてこの日、ジャパンブリーズがチャロスに敗れたことにより、レオネスが新たに決勝トーナメント進出を決めた。レオネスはこの日が休養日だったが、翌日の予選ラウンド最終戦で敗れても2勝2敗となるため、3連敗のジャパンブリーズより上位となることが確定した。
実はレオネスではこの頃、インフルエンザが蔓延していた。休養日の4日目、監督のプホルスは病院で診察を受け、選手も数名が静養を余儀なくされた。翌5日目の予選ラウンド最終日、第1試合でレオネスとインディオスが対戦し、インディオスが10－7で勝利した。インディオスは初回終了時点で1－5と、前日とは逆に4点を追う立場となったが、3点ビハインドの8回表に一挙5得点を奪って逆転勝ちを収めた。インディオスも2勝2敗として決勝トーナメント進出を決め、これにより第2試合のジャパンブリーズ対カルデナレスが最後の1枠をかけた試合となった。この試合にジャパンブリーズが勝てば2位インディオス→3位レオネス→4位ジャパンブリーズ、カルデナレスが勝てば2位カルデナレス→3位レオネス→4位インディオスとなる。だがこの試合は、序盤から一方的な展開を辿った。カルデナレスの先発投手ヘスス・バルガスが初回表を三者凡退で終えたのに対し、ジャパンブリーズの先発投手・人見健太は制球が定まらず、初回裏の先頭打者I・バルガスから四球→死球→四球で無死満塁の危機を招く。カルデナレスは一死後に5番ロンドンからの3連打で4点を先制し、人見を1イニングもたずの降板に追い込むと、一死一・二塁で代わって登板した福田真からも8番アリ・サンチェスの適時二塁打で1点を加えた。J・バルガスは3回表、一死から9番・太刀岡蓮を四球で歩かせ、盗塁で二塁へ進まれるが後続を断った。結果的にはこれが、J・バルガスが得点圏に走者を背負った最初で最後の場面となった。J・バルガスは四球を与えることはあっても安打は許さないまま、86球で8イニングを投げ切る。サンチェスは捕手として、この日がJ・バルガスとバッテリーを組む初めての試合で、かつ相手打者の情報が不足している状況だったが「他の球種との組み合わせでシンカーを効果的に投げられた」と振り返る。8回裏、カルデナレスは二死一塁から3番アレクシー・アマリスタが2点本塁打を放ち、10－0のコールドゲームで試合を打ち切らせて決勝トーナメント進出を決めた。コールドゲーム制度は前回大会から導入されたが成立したのはこれが初めて、また9イニング未満で試合が終わったため参考記録ではあるものの、J・バルガスは被安打0だったためノーヒットノーラン達成となった。
予選ラウンド全日程が終了した結果、決勝トーナメント進出は主催団体カリブ海プロ野球連合（CBPC）加盟4か国・地域のチームで占められた。チャロスが4戦全勝で首位通過し、2〜4位には3チームが2勝2敗で並ぶ。この3チーム間の直接対決におけるチーム・クオリティ・バランス（TQB）により、順位は2位カルデナレス→3位レオネス→4位インディオスとなった。メキシコ勢が予選ラウンドを全勝で終えたのは2016年大会以来9年ぶりで、当時出場のベナードス・デ・マサトランはその勢いのままに優勝を果たしている。そして今大会唯一の招待参加チームだったジャパンブリーズは、4戦全敗で最下位に沈んだ。ジャパンブリーズは4試合合計で5得点しか挙げられなかったのに対して32失点を喫し、初出場大会を1勝もできずに終えた史上6番目のチームにもなった。そのジャパンブリーズが次回2026年大会にも招待される見通し、と予選ラウンド中に報じられると「本当に大会にふさわしいチームなのか」「その存在が大会の質を下げることになるのでは」というファンの懸念が噴出した。監督のアレックス・ラミレスも全試合終了後の記者会見で「チームの40パーセントを入れ替える必要がある。われわれはこの大会で何もできなかった」と完敗を認めた。
| 順位 | 球団                         | 成績   | 成績    | 対戦相手別勝敗 | 対戦相手別勝敗 | 対戦相手別勝敗     | 対戦相手別勝敗   | 対戦相手別勝敗 | 日程経過別勝敗 | 日程経過別勝敗 | 日程経過別勝敗 | 日程経過別勝敗 | 日程経過別勝敗 |
| 順位 | 球団                         | 勝敗   | TQB     | メキシコの旗   | ベネズエラの旗 | ドミニカ共和国の旗 | プエルトリコの旗 | 日本の旗       | 1              | 2              | 3              | 4              | 5              |
| ---- | ---------------------------- | ------ | ------- | -------------- | -------------- | ------------------ | ---------------- | -------------- | -------------- | -------------- | -------------- | -------------- | -------------- |
| 1    | チャロス・デ・ハリスコ       | 4勝0敗 | －      | －             | ○              | ○                  | ○                | ○              | ○              | ○              | ○              | ○              | －             |
| 2    | カルデナレス・デ・ララ       | 2勝2敗 | －0.144 | ×              | －             | ×                  | ○                | ○              | ×              | ×              | －             | ○              | ○              |
| 3    | レオネス・デル・エスコヒード | 2勝2敗 | －0.026 | ×              | ○              | －                 | ×                | ○              | ○              | ○              | ×              | －             | ×              |
| 4    | インディオス・デ・マヤグエス | 2勝2敗 | －0.111 | ×              | ×              | ○                  | －               | ○              | ×              | －             | ○              | ×              | ○              |
| 5    | ジャパンブリーズ             | 0勝4敗 | －      | ×              | ×              | ×                  | ×                | －             | －             | ×              | ×              | ×              | ×              |

#### 1日目 1月31日
第1試合
|                                             | 1 | 2 | 3 | 4 | 5 | 6 | 7 | 8 | 9 | R | H | E |
| ------------------------------------------- | - | - | - | - | - | - | - | - | - | - | - | - |
| カルデナレス・デ・ララ（VEN、0勝1敗）       | 0 | 0 | 0 | 0 | 0 | 0 | 0 | 0 | 0 | 0 | 5 | 0 |
| レオネス・デル・エスコヒード（DOM、1勝0敗） | 0 | 0 | 0 | 0 | 0 | 0 | 2 | 0 | X | 2 | 7 | 1 |

1. 勝利：アレックス・コロメ（1勝）
2. セーブ：フェルナンド・エイバッド（1S）
3. 敗戦：アレックス・シャーフ（1敗）
4. 審判
［球審］デルフィン・コローン
［塁審］一塁: ヘスス・ロペス・ミラー、二塁: ロバート・ヌネス、三塁: マイケル・サラサー
5. 試合開始時刻: 太平洋標準時（UTC-8）午後1時39分 試合時間: 2時間19分 観客: 1万1495人 気温: 65°F（18.3°C）
詳細: Serie del Caribe（スペイン語） / MLB.com Gameday（英語） / ESPN.com（英語）

| カルデナレス・デ・ララ | カルデナレス・デ・ララ | カルデナレス・デ・ララ | カルデナレス・デ・ララ | カルデナレス・デ・ララ                                                                                                 | レオネス・デル・エスコヒード | レオネス・デル・エスコヒード | レオネス・デル・エスコヒード | レオネス・デル・エスコヒード | レオネス・デル・エスコヒード                                                                             |
| ---------------------- | ---------------------- | ---------------------- | ---------------------- | --- | ---------------------------- | ---------------------------- | ---------------------------- | ---------------------------- | --- |
| 打順                   | 守備                   | 選手                   | 打席                   | M・カスティーヨA・サンチェスR・ラベロI・バルガスH・ペレスE・ガルシアJ・ロンドンG・ヘルナンデスA・アマリスタD・バスケス | 打順                         | 守備                         | 選手                         | 打席                         | B・ホールF・メヒアY・ナバーロR・カノC・アダメスG・ヌニェスJ・レイクL・リベラトS・ブリトーJ・マルモレホス |
| 1                      | 二                     | I・バルガス            | 両                     | M・カスティーヨA・サンチェスR・ラベロI・バルガスH・ペレスE・ガルシアJ・ロンドンG・ヘルナンデスA・アマリスタD・バスケス | 1                            | 遊                           | G・ヌニェス                  | 両                           | B・ホールF・メヒアY・ナバーロR・カノC・アダメスG・ヌニェスJ・レイクL・リベラトS・ブリトーJ・マルモレホス |
| 2                      | 中                     | G・ヘルナンデス        | 右                     | M・カスティーヨA・サンチェスR・ラベロI・バルガスH・ペレスE・ガルシアJ・ロンドンG・ヘルナンデスA・アマリスタD・バスケス | 2                            | 右                           | S・ブリトー                  | 左                           | B・ホールF・メヒアY・ナバーロR・カノC・アダメスG・ヌニェスJ・レイクL・リベラトS・ブリトーJ・マルモレホス |
| 3                      | 右                     | A・アマリスタ          | 左                     | M・カスティーヨA・サンチェスR・ラベロI・バルガスH・ペレスE・ガルシアJ・ロンドンG・ヘルナンデスA・アマリスタD・バスケス | 3                            | 二                           | R・カノ                      | 左                           | B・ホールF・メヒアY・ナバーロR・カノC・アダメスG・ヌニェスJ・レイクL・リベラトS・ブリトーJ・マルモレホス |
| 4                      | 一                     | R・ラベロ              | 右                     | M・カスティーヨA・サンチェスR・ラベロI・バルガスH・ペレスE・ガルシアJ・ロンドンG・ヘルナンデスA・アマリスタD・バスケス | 4                            | 一                           | Y・ナバーロ                  | 右                           | B・ホールF・メヒアY・ナバーロR・カノC・アダメスG・ヌニェスJ・レイクL・リベラトS・ブリトーJ・マルモレホス |
| 5                      | 左                     | J・ロンドン            | 右                     | M・カスティーヨA・サンチェスR・ラベロI・バルガスH・ペレスE・ガルシアJ・ロンドンG・ヘルナンデスA・アマリスタD・バスケス | 5                            | DH                           | J・マルモレホス              | 左                           | B・ホールF・メヒアY・ナバーロR・カノC・アダメスG・ヌニェスJ・レイクL・リベラトS・ブリトーJ・マルモレホス |
| 6                      | DH                     | D・バスケス            | 左                     | M・カスティーヨA・サンチェスR・ラベロI・バルガスH・ペレスE・ガルシアJ・ロンドンG・ヘルナンデスA・アマリスタD・バスケス | 6                            | 捕                           | F・メヒア                    | 両                           | B・ホールF・メヒアY・ナバーロR・カノC・アダメスG・ヌニェスJ・レイクL・リベラトS・ブリトーJ・マルモレホス |
| 7                      | 三                     | H・ペレス              | 右                     | M・カスティーヨA・サンチェスR・ラベロI・バルガスH・ペレスE・ガルシアJ・ロンドンG・ヘルナンデスA・アマリスタD・バスケス | 7                            | 左                           | J・レイク                    | 右                           | B・ホールF・メヒアY・ナバーロR・カノC・アダメスG・ヌニェスJ・レイクL・リベラトS・ブリトーJ・マルモレホス |
| 8                      | 捕                     | A・サンチェス          | 右                     | M・カスティーヨA・サンチェスR・ラベロI・バルガスH・ペレスE・ガルシアJ・ロンドンG・ヘルナンデスA・アマリスタD・バスケス | 8                            | 三                           | C・アダメス                  | 両                           | B・ホールF・メヒアY・ナバーロR・カノC・アダメスG・ヌニェスJ・レイクL・リベラトS・ブリトーJ・マルモレホス |
| 9                      | 遊                     | E・ガルシア            | 右                     | M・カスティーヨA・サンチェスR・ラベロI・バルガスH・ペレスE・ガルシアJ・ロンドンG・ヘルナンデスA・アマリスタD・バスケス | 9                            | 中                           | L・リベラト                  | 左                           | B・ホールF・メヒアY・ナバーロR・カノC・アダメスG・ヌニェスJ・レイクL・リベラトS・ブリトーJ・マルモレホス |
| 先発投手               | 先発投手               | 先発投手               | 投球                   | M・カスティーヨA・サンチェスR・ラベロI・バルガスH・ペレスE・ガルシアJ・ロンドンG・ヘルナンデスA・アマリスタD・バスケス | 先発投手                     | 先発投手                     | 先発投手                     | 投球                         | B・ホールF・メヒアY・ナバーロR・カノC・アダメスG・ヌニェスJ・レイクL・リベラトS・ブリトーJ・マルモレホス |
| M・カスティーヨ        | M・カスティーヨ        | M・カスティーヨ        | 右                     | M・カスティーヨA・サンチェスR・ラベロI・バルガスH・ペレスE・ガルシアJ・ロンドンG・ヘルナンデスA・アマリスタD・バスケス | B・ホール                    | B・ホール                    | B・ホール                    | 右                           | B・ホールF・メヒアY・ナバーロR・カノC・アダメスG・ヌニェスJ・レイクL・リベラトS・ブリトーJ・マルモレホス |

第2試合
|                                             | 1 | 2 | 3 | 4 | 5 | 6 | 7 | 8 | 9 | R | H | E |
| ------------------------------------------- | - | - | - | - | - | - | - | - | - | - | - | - |
| インディオス・デ・マヤグエス（PUR、0勝1敗） | 0 | 0 | 0 | 0 | 1 | 0 | 0 | 0 | 0 | 1 | 4 | 0 |
| チャロス・デ・ハリスコ（MEX、1勝0敗）       | 1 | 0 | 0 | 2 | 1 | 0 | 0 | 4 | X | 8 | 9 | 0 |

1. 勝利：デビッド・レイエス（1勝）
2. 敗戦：ロニー・ウィリアムズ（1敗）
3. 審判
［球審］フェリックス・ネオン
［塁審］一塁: ラウル・モレノ、二塁: フェリックス・テハダ、三塁: ホルヘ・テラン
4. 試合開始時刻: 太平洋標準時（UTC-8）午後8時2分 試合時間: 2時間51分 観客: 1万7000人 気温: 62°F（16.7°C）
詳細: Serie del Caribe（スペイン語） / MLB.com Gameday（英語） / ESPN.com（英語）

| インディオス・デ・マヤグエス | インディオス・デ・マヤグエス | インディオス・デ・マヤグエス | インディオス・デ・マヤグエス | インディオス・デ・マヤグエス                                                                                     | チャロス・デ・ハリスコ | チャロス・デ・ハリスコ | チャロス・デ・ハリスコ | チャロス・デ・ハリスコ | チャロス・デ・ハリスコ |
| ---------------------------- | ---------------------------- | ---------------------------- | ---------------------------- | --- | ---------------------- | ---------------------- | ---------------------- | ---------------------- | --- |
| 打順                         | 守備                         | 選手                         | 打席                         | R・ウィリアムズO・ベガD・マキノンS・ロングJr.Em・リベラI・ディアスD・オルティーズE・ロザリオH・ラモスA・ガルシア | 打順                   | 守備                   | 選手                   | 打席                   | D・レイエスC・メンディビルR・ロドリゲスM・ウィーラン · スキーM・ギルJ・メイ · フィールドJ・オルネラスB・ハミルトンD・ケイシーJ・アマダー |
| 1                            | 中                           | E・ロザリオ                  | 左                           | R・ウィリアムズO・ベガD・マキノンS・ロングJr.Em・リベラI・ディアスD・オルティーズE・ロザリオH・ラモスA・ガルシア | 1                      | 中                     | B・ハミルトン          | 右                     | D・レイエスC・メンディビルR・ロドリゲスM・ウィーラン · スキーM・ギルJ・メイ · フィールドJ・オルネラスB・ハミルトンD・ケイシーJ・アマダー |
| 2                            | 三                           | Em・リベラ                   | 右                           | R・ウィリアムズO・ベガD・マキノンS・ロングJr.Em・リベラI・ディアスD・オルティーズE・ロザリオH・ラモスA・ガルシア | 2                      | 二                     | M・ウィーランスキー    | 右                     | D・レイエスC・メンディビルR・ロドリゲスM・ウィーラン · スキーM・ギルJ・メイ · フィールドJ・オルネラスB・ハミルトンD・ケイシーJ・アマダー |
| 3                            | DH                           | A・ガルシア                  | 右                           | R・ウィリアムズO・ベガD・マキノンS・ロングJr.Em・リベラI・ディアスD・オルティーズE・ロザリオH・ラモスA・ガルシア | 3                      | 三                     | M・ギル                | 右                     | D・レイエスC・メンディビルR・ロドリゲスM・ウィーラン · スキーM・ギルJ・メイ · フィールドJ・オルネラスB・ハミルトンD・ケイシーJ・アマダー |
| 4                            | 左                           | D・オルティーズ              | 左                           | R・ウィリアムズO・ベガD・マキノンS・ロングJr.Em・リベラI・ディアスD・オルティーズE・ロザリオH・ラモスA・ガルシア | 4                      | 左                     | J・オルネラス          | 左                     | D・レイエスC・メンディビルR・ロドリゲスM・ウィーラン · スキーM・ギルJ・メイ · フィールドJ・オルネラスB・ハミルトンD・ケイシーJ・アマダー |
| 5                            | 一                           | D・マキノン                  | 右                           | R・ウィリアムズO・ベガD・マキノンS・ロングJr.Em・リベラI・ディアスD・オルティーズE・ロザリオH・ラモスA・ガルシア | 5                      | 遊                     | J・メイフィールド      | 右                     | D・レイエスC・メンディビルR・ロドリゲスM・ウィーラン · スキーM・ギルJ・メイ · フィールドJ・オルネラスB・ハミルトンD・ケイシーJ・アマダー |
| 6                            | 遊                           | I・ディアス                  | 左                           | R・ウィリアムズO・ベガD・マキノンS・ロングJr.Em・リベラI・ディアスD・オルティーズE・ロザリオH・ラモスA・ガルシア | 6                      | 一                     | R・ロドリゲス          | 右                     | D・レイエスC・メンディビルR・ロドリゲスM・ウィーラン · スキーM・ギルJ・メイ · フィールドJ・オルネラスB・ハミルトンD・ケイシーJ・アマダー |
| 7                            | 右                           | H・ラモス                    | 両                           | R・ウィリアムズO・ベガD・マキノンS・ロングJr.Em・リベラI・ディアスD・オルティーズE・ロザリオH・ラモスA・ガルシア | 7                      | 右                     | D・ケイシー            | 右                     | D・レイエスC・メンディビルR・ロドリゲスM・ウィーラン · スキーM・ギルJ・メイ · フィールドJ・オルネラスB・ハミルトンD・ケイシーJ・アマダー |
| 8                            | 捕                           | O・ベガ                      | 右                           | R・ウィリアムズO・ベガD・マキノンS・ロングJr.Em・リベラI・ディアスD・オルティーズE・ロザリオH・ラモスA・ガルシア | 8                      | DH                     | J・アマダー            | 右                     | D・レイエスC・メンディビルR・ロドリゲスM・ウィーラン · スキーM・ギルJ・メイ · フィールドJ・オルネラスB・ハミルトンD・ケイシーJ・アマダー |
| 9                            | 二                           | S・ロングJr.                 | 左                           | R・ウィリアムズO・ベガD・マキノンS・ロングJr.Em・リベラI・ディアスD・オルティーズE・ロザリオH・ラモスA・ガルシア | 9                      | 捕                     | C・メンディビル        | 左                     | D・レイエスC・メンディビルR・ロドリゲスM・ウィーラン · スキーM・ギルJ・メイ · フィールドJ・オルネラスB・ハミルトンD・ケイシーJ・アマダー |
| 先発投手                     | 先発投手                     | 先発投手                     | 投球                         | R・ウィリアムズO・ベガD・マキノンS・ロングJr.Em・リベラI・ディアスD・オルティーズE・ロザリオH・ラモスA・ガルシア | 先発投手               | 先発投手               | 先発投手               | 投球                   | D・レイエスC・メンディビルR・ロドリゲスM・ウィーラン · スキーM・ギルJ・メイ · フィールドJ・オルネラスB・ハミルトンD・ケイシーJ・アマダー |
| R・ウィリアムズ              | R・ウィリアムズ              | R・ウィリアムズ              | 右                           | R・ウィリアムズO・ベガD・マキノンS・ロングJr.Em・リベラI・ディアスD・オルティーズE・ロザリオH・ラモスA・ガルシア | D・レイエス            | D・レイエス            | D・レイエス            | 右                     | D・レイエスC・メンディビルR・ロドリゲスM・ウィーラン · スキーM・ギルJ・メイ · フィールドJ・オルネラスB・ハミルトンD・ケイシーJ・アマダー |

#### 2日目 2月1日
第1試合
|                                             | 1 | 2 | 3 | 4 | 5 | 6 | 7 | 8 | 9 | R  | H  | E |
| ------------------------------------------- | - | - | - | - | - | - | - | - | - | -- | -- | - |
| レオネス・デル・エスコヒード（DOM、2勝0敗） | 0 | 0 | 4 | 3 | 1 | 1 | 0 | 0 | 3 | 12 | 15 | 3 |
| ジャパンブリーズ（JPN、0勝1敗）             | 0 | 0 | 0 | 1 | 0 | 0 | 0 | 0 | 0 | 1  | 7  | 1 |

1. 勝利：ジョニー・クエト（1勝）
2. 敗戦：櫻井周斗（1敗）
3. 本塁打
DOM：サンドバー・ピメンテル1号ソロ
4. 審判
［球審］ラウル・モレノ
［塁審］一塁: ヒルベルト・マイエル、二塁: ホルヘ・テラン、三塁: アルマンド・シルバス
5. 試合開始時刻: 太平洋標準時（UTC-8）午後0時53分 試合時間: 3時間10分 観客: 1万1850人 気温: 67°F（19.4°C）
詳細: Serie del Caribe（スペイン語） / MLB.com Gameday（英語） / ESPN.com（英語）

| レオネス・デル・エスコヒード | レオネス・デル・エスコヒード | レオネス・デル・エスコヒード | レオネス・デル・エスコヒード | レオネス・デル・エスコヒード                                                                                      | ジャパンブリーズ | ジャパンブリーズ | ジャパンブリーズ | ジャパンブリーズ | ジャパンブリーズ                                                               |
| ---------------------------- | ---------------------------- | ---------------------------- | ---------------------------- | --- | ---------------- | ---------------- | ---------------- | ---------------- | ------------------------------------------------------------------------------ |
| 打順                         | 守備                         | 選手                         | 打席                         | J・クエトF・ペーニャY・ナバーロR・カノK・グティ · エレスG・ヌニェスJ・レイクL・リベラトS・ブリトーJ・マルモレホス | 打順             | 守備             | 選手             | 打席             | 櫻井周斗佐藤大和水本大志浜田祐太川﨑宗則中谷内莞山本仁大橋武尊太刀岡蓮佐藤竜彦 |
| 1                            | 遊                           | G・ヌニェス                  | 両                           | J・クエトF・ペーニャY・ナバーロR・カノK・グティ · エレスG・ヌニェスJ・レイクL・リベラトS・ブリトーJ・マルモレホス | 1                | 中               | 大橋武尊         | 左               | 櫻井周斗佐藤大和水本大志浜田祐太川﨑宗則中谷内莞山本仁大橋武尊太刀岡蓮佐藤竜彦 |
| 2                            | 右                           | S・ブリトー                  | 左                           | J・クエトF・ペーニャY・ナバーロR・カノK・グティ · エレスG・ヌニェスJ・レイクL・リベラトS・ブリトーJ・マルモレホス | 2                | 遊               | 中谷内莞         | 右               | 櫻井周斗佐藤大和水本大志浜田祐太川﨑宗則中谷内莞山本仁大橋武尊太刀岡蓮佐藤竜彦 |
| 3                            | 二                           | R・カノ                      | 左                           | J・クエトF・ペーニャY・ナバーロR・カノK・グティ · エレスG・ヌニェスJ・レイクL・リベラトS・ブリトーJ・マルモレホス | 3                | 一               | 水本大志         | 左               | 櫻井周斗佐藤大和水本大志浜田祐太川﨑宗則中谷内莞山本仁大橋武尊太刀岡蓮佐藤竜彦 |
| 4                            | 一                           | Y・ナバーロ                  | 右                           | J・クエトF・ペーニャY・ナバーロR・カノK・グティ · エレスG・ヌニェスJ・レイクL・リベラトS・ブリトーJ・マルモレホス | 4                | DH               | 佐藤竜彦         | 右               | 櫻井周斗佐藤大和水本大志浜田祐太川﨑宗則中谷内莞山本仁大橋武尊太刀岡蓮佐藤竜彦 |
| 5                            | 三                           | K・グティエレス              | 右                           | J・クエトF・ペーニャY・ナバーロR・カノK・グティ · エレスG・ヌニェスJ・レイクL・リベラトS・ブリトーJ・マルモレホス | 5                | 左               | 山本仁           | 左               | 櫻井周斗佐藤大和水本大志浜田祐太川﨑宗則中谷内莞山本仁大橋武尊太刀岡蓮佐藤竜彦 |
| 6                            | DH                           | J・マルモレホス              | 左                           | J・クエトF・ペーニャY・ナバーロR・カノK・グティ · エレスG・ヌニェスJ・レイクL・リベラトS・ブリトーJ・マルモレホス | 6                | 二               | 浜田祐太         | 右               | 櫻井周斗佐藤大和水本大志浜田祐太川﨑宗則中谷内莞山本仁大橋武尊太刀岡蓮佐藤竜彦 |
| 7                            | 左                           | J・レイク                    | 右                           | J・クエトF・ペーニャY・ナバーロR・カノK・グティ · エレスG・ヌニェスJ・レイクL・リベラトS・ブリトーJ・マルモレホス | 7                | 捕               | 佐藤大和         | 右               | 櫻井周斗佐藤大和水本大志浜田祐太川﨑宗則中谷内莞山本仁大橋武尊太刀岡蓮佐藤竜彦 |
| 8                            | 捕                           | F・ペーニャ                  | 右                           | J・クエトF・ペーニャY・ナバーロR・カノK・グティ · エレスG・ヌニェスJ・レイクL・リベラトS・ブリトーJ・マルモレホス | 8                | 三               | 川﨑宗則         | 左               | 櫻井周斗佐藤大和水本大志浜田祐太川﨑宗則中谷内莞山本仁大橋武尊太刀岡蓮佐藤竜彦 |
| 9                            | 中                           | L・リベラト                  | 左                           | J・クエトF・ペーニャY・ナバーロR・カノK・グティ · エレスG・ヌニェスJ・レイクL・リベラトS・ブリトーJ・マルモレホス | 9                | 右               | 太刀岡蓮         | 左               | 櫻井周斗佐藤大和水本大志浜田祐太川﨑宗則中谷内莞山本仁大橋武尊太刀岡蓮佐藤竜彦 |
| 先発投手                     | 先発投手                     | 先発投手                     | 投球                         | J・クエトF・ペーニャY・ナバーロR・カノK・グティ · エレスG・ヌニェスJ・レイクL・リベラトS・ブリトーJ・マルモレホス | 先発投手         | 先発投手         | 先発投手         | 投球             | 櫻井周斗佐藤大和水本大志浜田祐太川﨑宗則中谷内莞山本仁大橋武尊太刀岡蓮佐藤竜彦 |
| J・クエト                    | J・クエト                    | J・クエト                    | 右                           | J・クエトF・ペーニャY・ナバーロR・カノK・グティ · エレスG・ヌニェスJ・レイクL・リベラトS・ブリトーJ・マルモレホス | 櫻井周斗         | 櫻井周斗         | 櫻井周斗         | 左               | 櫻井周斗佐藤大和水本大志浜田祐太川﨑宗則中谷内莞山本仁大橋武尊太刀岡蓮佐藤竜彦 |

第2試合
|                                       | 1 | 2 | 3 | 4 | 5 | 6 | 7 | 8 | 9 | R | H | E |
| ------------------------------------- | - | - | - | - | - | - | - | - | - | - | - | - |
| チャロス・デ・ハリスコ（MEX、2勝0敗） | 0 | 0 | 0 | 0 | 1 | 0 | 0 | 0 | 1 | 2 | 4 | 0 |
| カルデナレス・デ・ララ（VEN、0勝2敗） | 0 | 0 | 0 | 1 | 0 | 0 | 0 | 0 | 0 | 1 | 8 | 2 |

1. 勝利：スティーブン・ノゴセク（1勝）
2. セーブ：トレバー・クリフトン（1S）
3. 敗戦：アーナルド・ヘルナンデス（1敗）
4. 審判
［球審］ロバート・ヌネス
［塁審］一塁: フェリックス・テハダ、二塁: フェリックス・ネオン、三塁: デルフィン・コローン
5. 試合開始時刻: 太平洋標準時（UTC-8）午後5時54分 試合時間: 2時間48分 観客: 1万7000人 気温: 75°F（23.9°C）
詳細: Serie del Caribe（スペイン語） / MLB.com Gameday（英語） / ESPN.com（英語）

| チャロス・デ・ハリスコ | チャロス・デ・ハリスコ | チャロス・デ・ハリスコ | チャロス・デ・ハリスコ | チャロス・デ・ハリスコ | カルデナレス・デ・ララ | カルデナレス・デ・ララ | カルデナレス・デ・ララ | カルデナレス・デ・ララ | カルデナレス・デ・ララ                                                                                                 |
| ---------------------- | ---------------------- | ---------------------- | ---------------------- | --- | ---------------------- | ---------------------- | ---------------------- | ---------------------- | --- |
| 打順                   | 守備                   | 選手                   | 打席                   | M・バニュエロスA・ウルタードR・ロドリゲスM・ウィーラン · スキーM・ギルJ・メイ · フィールドR・マーティンB・ハミルトンD・ケイシーJ・オルネラス | 打順                   | 守備                   | 選手                   | 打席                   | J・エンダースビーF・アルシアR・ラベロI・バルガスH・ペレスE・ガルシアJ・ロンドンG・ヘルナンデスA・アマリスタD・バスケス |
| 1                      | 中                     | B・ハミルトン          | 右                     | M・バニュエロスA・ウルタードR・ロドリゲスM・ウィーラン · スキーM・ギルJ・メイ · フィールドR・マーティンB・ハミルトンD・ケイシーJ・オルネラス | 1                      | 二                     | I・バルガス            | 両                     | J・エンダースビーF・アルシアR・ラベロI・バルガスH・ペレスE・ガルシアJ・ロンドンG・ヘルナンデスA・アマリスタD・バスケス |
| 2                      | 二                     | M・ウィーランスキー    | 右                     | M・バニュエロスA・ウルタードR・ロドリゲスM・ウィーラン · スキーM・ギルJ・メイ · フィールドR・マーティンB・ハミルトンD・ケイシーJ・オルネラス | 2                      | 中                     | G・ヘルナンデス        | 右                     | J・エンダースビーF・アルシアR・ラベロI・バルガスH・ペレスE・ガルシアJ・ロンドンG・ヘルナンデスA・アマリスタD・バスケス |
| 3                      | 三                     | M・ギル                | 右                     | M・バニュエロスA・ウルタードR・ロドリゲスM・ウィーラン · スキーM・ギルJ・メイ · フィールドR・マーティンB・ハミルトンD・ケイシーJ・オルネラス | 3                      | 右                     | A・アマリスタ          | 左                     | J・エンダースビーF・アルシアR・ラベロI・バルガスH・ペレスE・ガルシアJ・ロンドンG・ヘルナンデスA・アマリスタD・バスケス |
| 4                      | DH                     | J・オルネラス          | 左                     | M・バニュエロスA・ウルタードR・ロドリゲスM・ウィーラン · スキーM・ギルJ・メイ · フィールドR・マーティンB・ハミルトンD・ケイシーJ・オルネラス | 4                      | 一                     | R・ラベロ              | 右                     | J・エンダースビーF・アルシアR・ラベロI・バルガスH・ペレスE・ガルシアJ・ロンドンG・ヘルナンデスA・アマリスタD・バスケス |
| 5                      | 遊                     | J・メイフィールド      | 右                     | M・バニュエロスA・ウルタードR・ロドリゲスM・ウィーラン · スキーM・ギルJ・メイ · フィールドR・マーティンB・ハミルトンD・ケイシーJ・オルネラス | 5                      | 左                     | J・ロンドン            | 右                     | J・エンダースビーF・アルシアR・ラベロI・バルガスH・ペレスE・ガルシアJ・ロンドンG・ヘルナンデスA・アマリスタD・バスケス |
| 6                      | 一                     | R・ロドリゲス          | 右                     | M・バニュエロスA・ウルタードR・ロドリゲスM・ウィーラン · スキーM・ギルJ・メイ · フィールドR・マーティンB・ハミルトンD・ケイシーJ・オルネラス | 6                      | DH                     | D・バスケス            | 左                     | J・エンダースビーF・アルシアR・ラベロI・バルガスH・ペレスE・ガルシアJ・ロンドンG・ヘルナンデスA・アマリスタD・バスケス |
| 7                      | 左                     | R・マーティン          | 左                     | M・バニュエロスA・ウルタードR・ロドリゲスM・ウィーラン · スキーM・ギルJ・メイ · フィールドR・マーティンB・ハミルトンD・ケイシーJ・オルネラス | 7                      | 三                     | H・ペレス              | 右                     | J・エンダースビーF・アルシアR・ラベロI・バルガスH・ペレスE・ガルシアJ・ロンドンG・ヘルナンデスA・アマリスタD・バスケス |
| 8                      | 右                     | D・ケイシー            | 右                     | M・バニュエロスA・ウルタードR・ロドリゲスM・ウィーラン · スキーM・ギルJ・メイ · フィールドR・マーティンB・ハミルトンD・ケイシーJ・オルネラス | 8                      | 捕                     | F・アルシア            | 左                     | J・エンダースビーF・アルシアR・ラベロI・バルガスH・ペレスE・ガルシアJ・ロンドンG・ヘルナンデスA・アマリスタD・バスケス |
| 9                      | 捕                     | A・ウルタード          | 両                     | M・バニュエロスA・ウルタードR・ロドリゲスM・ウィーラン · スキーM・ギルJ・メイ · フィールドR・マーティンB・ハミルトンD・ケイシーJ・オルネラス | 9                      | 遊                     | E・ガルシア            | 右                     | J・エンダースビーF・アルシアR・ラベロI・バルガスH・ペレスE・ガルシアJ・ロンドンG・ヘルナンデスA・アマリスタD・バスケス |
| 先発投手               | 先発投手               | 先発投手               | 投球                   | M・バニュエロスA・ウルタードR・ロドリゲスM・ウィーラン · スキーM・ギルJ・メイ · フィールドR・マーティンB・ハミルトンD・ケイシーJ・オルネラス | 先発投手               | 先発投手               | 先発投手               | 投球                   | J・エンダースビーF・アルシアR・ラベロI・バルガスH・ペレスE・ガルシアJ・ロンドンG・ヘルナンデスA・アマリスタD・バスケス |
| M・バニュエロス        | M・バニュエロス        | M・バニュエロス        | 左                     | M・バニュエロスA・ウルタードR・ロドリゲスM・ウィーラン · スキーM・ギルJ・メイ · フィールドR・マーティンB・ハミルトンD・ケイシーJ・オルネラス | J・エンダースビー      | J・エンダースビー      | J・エンダースビー      | 右                     | J・エンダースビーF・アルシアR・ラベロI・バルガスH・ペレスE・ガルシアJ・ロンドンG・ヘルナンデスA・アマリスタD・バスケス |

#### 3日目 2月2日
第1試合
|                                             | 1 | 2 | 3 | 4 | 5 | 6 | 7 | 8 | 9 | R | H  | E |
| ------------------------------------------- | - | - | - | - | - | - | - | - | - | - | -- | - |
| ジャパンブリーズ（JPN、0勝2敗）             | 0 | 0 | 1 | 0 | 0 | 0 | 0 | 1 | 0 | 2 | 10 | 0 |
| インディオス・デ・マヤグエス（PUR、1勝1敗） | 0 | 0 | 0 | 0 | 2 | 0 | 1 | 0 | X | 3 | 4  | 1 |

1. 勝利：ルイス・リロイ・クルーズ（1勝）
2. セーブ：ジャスティン・イェーガー（1S）
3. 敗戦：二宮衣沙貴（1敗）
4. 審判
［球審］マイケル・サラサー
［塁審］一塁: フェリックス・テハダ、二塁: アルマンド・シルバス、三塁: ヘスス・ロペス・ミラー
5. 試合開始時刻: 太平洋標準時（UTC-8）午後0時52分 試合時間: 2時間55分 観客: 1万3355人 気温: 74°F（23.3°C）
詳細: Serie del Caribe（スペイン語） / MLB.com Gameday（英語） / ESPN.com（英語）

| ジャパンブリーズ | ジャパンブリーズ | ジャパンブリーズ | ジャパンブリーズ | ジャパンブリーズ                                                               | インディオス・デ・マヤグエス | インディオス・デ・マヤグエス | インディオス・デ・マヤグエス | インディオス・デ・マヤグエス | インディオス・デ・マヤグエス                                                                                            |
| ---------------- | ---------------- | ---------------- | ---------------- | ------------------------------------------------------------------------------ | ---------------------------- | ---------------------------- | ---------------------------- | ---------------------------- | --- |
| 打順             | 守備             | 選手             | 打席             | 二宮衣沙貴佐藤大和水本大志浜田祐太車谷仁中谷内莞山本仁大橋武尊太刀岡蓮佐藤竜彦 | 打順                         | 守備                         | 選手                         | 打席                         | L・クルーズM・フェリシアーノD・マキノンS・ロングJr.E・ディアスI・ディアスD・オルティーズE・ロザリオH・ラモスA・ガルシア |
| 1                | 遊               | 中谷内莞         | 右               | 二宮衣沙貴佐藤大和水本大志浜田祐太車谷仁中谷内莞山本仁大橋武尊太刀岡蓮佐藤竜彦 | 1                            | 右                           | H・ラモス                    | 両                           | L・クルーズM・フェリシアーノD・マキノンS・ロングJr.E・ディアスI・ディアスD・オルティーズE・ロザリオH・ラモスA・ガルシア |
| 2                | 二               | 浜田祐太         | 右               | 二宮衣沙貴佐藤大和水本大志浜田祐太車谷仁中谷内莞山本仁大橋武尊太刀岡蓮佐藤竜彦 | 2                            | 遊                           | I・ディアス                  | 左                           | L・クルーズM・フェリシアーノD・マキノンS・ロングJr.E・ディアスI・ディアスD・オルティーズE・ロザリオH・ラモスA・ガルシア |
| 3                | 一               | 水本大志         | 左               | 二宮衣沙貴佐藤大和水本大志浜田祐太車谷仁中谷内莞山本仁大橋武尊太刀岡蓮佐藤竜彦 | 3                            | DH                           | A・ガルシア                  | 右                           | L・クルーズM・フェリシアーノD・マキノンS・ロングJr.E・ディアスI・ディアスD・オルティーズE・ロザリオH・ラモスA・ガルシア |
| 4                | DH               | 佐藤竜彦         | 右               | 二宮衣沙貴佐藤大和水本大志浜田祐太車谷仁中谷内莞山本仁大橋武尊太刀岡蓮佐藤竜彦 | 4                            | 左                           | D・オルティーズ              | 左                           | L・クルーズM・フェリシアーノD・マキノンS・ロングJr.E・ディアスI・ディアスD・オルティーズE・ロザリオH・ラモスA・ガルシア |
| 5                | 左               | 山本仁           | 左               | 二宮衣沙貴佐藤大和水本大志浜田祐太車谷仁中谷内莞山本仁大橋武尊太刀岡蓮佐藤竜彦 | 5                            | 一                           | D・マキノン                  | 右                           | L・クルーズM・フェリシアーノD・マキノンS・ロングJr.E・ディアスI・ディアスD・オルティーズE・ロザリオH・ラモスA・ガルシア |
| 6                | 三               | 車谷仁           | 右               | 二宮衣沙貴佐藤大和水本大志浜田祐太車谷仁中谷内莞山本仁大橋武尊太刀岡蓮佐藤竜彦 | 6                            | 中                           | E・ロザリオ                  | 左                           | L・クルーズM・フェリシアーノD・マキノンS・ロングJr.E・ディアスI・ディアスD・オルティーズE・ロザリオH・ラモスA・ガルシア |
| 7                | 右               | 太刀岡蓮         | 左               | 二宮衣沙貴佐藤大和水本大志浜田祐太車谷仁中谷内莞山本仁大橋武尊太刀岡蓮佐藤竜彦 | 7                            | 三                           | E・ディアス                  | 右                           | L・クルーズM・フェリシアーノD・マキノンS・ロングJr.E・ディアスI・ディアスD・オルティーズE・ロザリオH・ラモスA・ガルシア |
| 8                | 捕               | 佐藤大和         | 右               | 二宮衣沙貴佐藤大和水本大志浜田祐太車谷仁中谷内莞山本仁大橋武尊太刀岡蓮佐藤竜彦 | 8                            | 捕                           | M・フェリシアーノ            | 右                           | L・クルーズM・フェリシアーノD・マキノンS・ロングJr.E・ディアスI・ディアスD・オルティーズE・ロザリオH・ラモスA・ガルシア |
| 9                | 中               | 大橋武尊         | 左               | 二宮衣沙貴佐藤大和水本大志浜田祐太車谷仁中谷内莞山本仁大橋武尊太刀岡蓮佐藤竜彦 | 9                            | 二                           | S・ロングJr.                 | 左                           | L・クルーズM・フェリシアーノD・マキノンS・ロングJr.E・ディアスI・ディアスD・オルティーズE・ロザリオH・ラモスA・ガルシア |
| 先発投手         | 先発投手         | 先発投手         | 投球             | 二宮衣沙貴佐藤大和水本大志浜田祐太車谷仁中谷内莞山本仁大橋武尊太刀岡蓮佐藤竜彦 | 先発投手                     | 先発投手                     | 先発投手                     | 投球                         | L・クルーズM・フェリシアーノD・マキノンS・ロングJr.E・ディアスI・ディアスD・オルティーズE・ロザリオH・ラモスA・ガルシア |
| 二宮衣沙貴       | 二宮衣沙貴       | 二宮衣沙貴       | 右               | 二宮衣沙貴佐藤大和水本大志浜田祐太車谷仁中谷内莞山本仁大橋武尊太刀岡蓮佐藤竜彦 | L・クルーズ                  | L・クルーズ                  | L・クルーズ                  | 左                           | L・クルーズM・フェリシアーノD・マキノンS・ロングJr.E・ディアスI・ディアスD・オルティーズE・ロザリオH・ラモスA・ガルシア |

第2試合
|                                             | 1 | 2 | 3 | 4 | 5 | 6 | 7 | 8 | 9 | R | H | E |
| ------------------------------------------- | - | - | - | - | - | - | - | - | - | - | - | - |
| レオネス・デル・エスコヒード（DOM、2勝1敗） | 0 | 0 | 0 | 0 | 0 | 0 | 0 | 0 | 0 | 0 | 3 | 0 |
| チャロス・デ・ハリスコ（MEX、3勝0敗）       | 1 | 0 | 0 | 0 | 0 | 0 | 1 | 0 | X | 2 | 5 | 2 |

1. 勝利：ロナルド・メドラノ（1勝）
2. セーブ：トレバー・クリフトン（2S）
3. 敗戦：エスミル・ロジャース（1敗）
4. 審判
［球審］ホルヘ・テラン
［塁審］一塁: デルフィン・コローン、二塁: ラウル・モレノ、三塁: ロバート・ヌネス
5. 試合開始時刻: 太平洋標準時（UTC-8）午後5時53分 試合時間: 2時間46分 観客: 1万7000人 気温: 81°F（27.2°C）
詳細: Serie del Caribe（スペイン語） / MLB.com Gameday（英語） / ESPN.com（英語）

| レオネス・デル・エスコヒード | レオネス・デル・エスコヒード | レオネス・デル・エスコヒード | レオネス・デル・エスコヒード | レオネス・デル・エスコヒード                                                                                     | チャロス・デ・ハリスコ | チャロス・デ・ハリスコ | チャロス・デ・ハリスコ | チャロス・デ・ハリスコ | チャロス・デ・ハリスコ |
| ---------------------------- | ---------------------------- | ---------------------------- | ---------------------------- | --- | ---------------------- | ---------------------- | ---------------------- | ---------------------- | --- |
| 打順                         | 守備                         | 選手                         | 打席                         | E・ロジャースF・メヒアY・ナバーロR・カノC・アダメスG・ヌニェスS・ブリトーL・リベラトJ・マルモレホスZ・アルモンテ | 打順                   | 守備                   | 選手                   | 打席                   | R・メドラノC・メンディビルR・ロドリゲスM・ウィーラン · スキーM・ギルJ・メイ · フィールドJ・オルネラスB・ハミルトンR・マーティンJ・アマダー |
| 1                            | 遊                           | G・ヌニェス                  | 両                           | E・ロジャースF・メヒアY・ナバーロR・カノC・アダメスG・ヌニェスS・ブリトーL・リベラトJ・マルモレホスZ・アルモンテ | 1                      | 中                     | B・ハミルトン          | 右                     | R・メドラノC・メンディビルR・ロドリゲスM・ウィーラン · スキーM・ギルJ・メイ · フィールドJ・オルネラスB・ハミルトンR・マーティンJ・アマダー |
| 2                            | 左                           | S・ブリトー                  | 左                           | E・ロジャースF・メヒアY・ナバーロR・カノC・アダメスG・ヌニェスS・ブリトーL・リベラトJ・マルモレホスZ・アルモンテ | 2                      | 右                     | R・マーティン          | 左                     | R・メドラノC・メンディビルR・ロドリゲスM・ウィーラン · スキーM・ギルJ・メイ · フィールドJ・オルネラスB・ハミルトンR・マーティンJ・アマダー |
| 3                            | 二                           | R・カノ                      | 左                           | E・ロジャースF・メヒアY・ナバーロR・カノC・アダメスG・ヌニェスS・ブリトーL・リベラトJ・マルモレホスZ・アルモンテ | 3                      | 二                     | M・ウィーランスキー    | 右                     | R・メドラノC・メンディビルR・ロドリゲスM・ウィーラン · スキーM・ギルJ・メイ · フィールドJ・オルネラスB・ハミルトンR・マーティンJ・アマダー |
| 4                            | 一                           | Y・ナバーロ                  | 右                           | E・ロジャースF・メヒアY・ナバーロR・カノC・アダメスG・ヌニェスS・ブリトーL・リベラトJ・マルモレホスZ・アルモンテ | 4                      | 三                     | M・ギル                | 右                     | R・メドラノC・メンディビルR・ロドリゲスM・ウィーラン · スキーM・ギルJ・メイ · フィールドJ・オルネラスB・ハミルトンR・マーティンJ・アマダー |
| 5                            | 右                           | J・マルモレホス              | 左                           | E・ロジャースF・メヒアY・ナバーロR・カノC・アダメスG・ヌニェスS・ブリトーL・リベラトJ・マルモレホスZ・アルモンテ | 5                      | 遊                     | J・メイフィールド      | 右                     | R・メドラノC・メンディビルR・ロドリゲスM・ウィーラン · スキーM・ギルJ・メイ · フィールドJ・オルネラスB・ハミルトンR・マーティンJ・アマダー |
| 6                            | DH                           | Z・アルモンテ                | 両                           | E・ロジャースF・メヒアY・ナバーロR・カノC・アダメスG・ヌニェスS・ブリトーL・リベラトJ・マルモレホスZ・アルモンテ | 6                      | 左                     | J・オルネラス          | 左                     | R・メドラノC・メンディビルR・ロドリゲスM・ウィーラン · スキーM・ギルJ・メイ · フィールドJ・オルネラスB・ハミルトンR・マーティンJ・アマダー |
| 7                            | 捕                           | F・メヒア                    | 両                           | E・ロジャースF・メヒアY・ナバーロR・カノC・アダメスG・ヌニェスS・ブリトーL・リベラトJ・マルモレホスZ・アルモンテ | 7                      | 一                     | R・ロドリゲス          | 右                     | R・メドラノC・メンディビルR・ロドリゲスM・ウィーラン · スキーM・ギルJ・メイ · フィールドJ・オルネラスB・ハミルトンR・マーティンJ・アマダー |
| 8                            | 三                           | C・アダメス                  | 両                           | E・ロジャースF・メヒアY・ナバーロR・カノC・アダメスG・ヌニェスS・ブリトーL・リベラトJ・マルモレホスZ・アルモンテ | 8                      | DH                     | J・アマダー            | 右                     | R・メドラノC・メンディビルR・ロドリゲスM・ウィーラン · スキーM・ギルJ・メイ · フィールドJ・オルネラスB・ハミルトンR・マーティンJ・アマダー |
| 9                            | 中                           | L・リベラト                  | 左                           | E・ロジャースF・メヒアY・ナバーロR・カノC・アダメスG・ヌニェスS・ブリトーL・リベラトJ・マルモレホスZ・アルモンテ | 9                      | 捕                     | C・メンディビル        | 左                     | R・メドラノC・メンディビルR・ロドリゲスM・ウィーラン · スキーM・ギルJ・メイ · フィールドJ・オルネラスB・ハミルトンR・マーティンJ・アマダー |
| 先発投手                     | 先発投手                     | 先発投手                     | 投球                         | E・ロジャースF・メヒアY・ナバーロR・カノC・アダメスG・ヌニェスS・ブリトーL・リベラトJ・マルモレホスZ・アルモンテ | 先発投手               | 先発投手               | 先発投手               | 投球                   | R・メドラノC・メンディビルR・ロドリゲスM・ウィーラン · スキーM・ギルJ・メイ · フィールドJ・オルネラスB・ハミルトンR・マーティンJ・アマダー |
| E・ロジャース                | E・ロジャース                | E・ロジャース                | 右                           | E・ロジャースF・メヒアY・ナバーロR・カノC・アダメスG・ヌニェスS・ブリトーL・リベラトJ・マルモレホスZ・アルモンテ | R・メドラノ            | R・メドラノ            | R・メドラノ            | 右                     | R・メドラノC・メンディビルR・ロドリゲスM・ウィーラン · スキーM・ギルJ・メイ · フィールドJ・オルネラスB・ハミルトンR・マーティンJ・アマダー |

#### 4日目 2月3日
第1試合
|                                             | 1 | 2 | 3 | 4 | 5 | 6 | 7 | 8 | 9 | R  | H  | E |
| ------------------------------------------- | - | - | - | - | - | - | - | - | - | -- | -- | - |
| カルデナレス・デ・ララ（VEN、1勝2敗）       | 0 | 0 | 1 | 2 | 1 | 1 | 2 | 2 | 1 | 10 | 14 | 3 |
| インディオス・デ・マヤグエス（PUR、1勝2敗） | 0 | 2 | 3 | 0 | 0 | 0 | 0 | 0 | 0 | 5  | 7  | 2 |

1. 勝利：アンソニー・ビスカヤ（1勝）
2. 敗戦：リカルド・ベレス（1敗）
3. 本塁打
VEN：ダンリー・バスケス1号ソロ
PUR：ダニー・オルティーズ1号3ラン
4. 審判
［球審］ヘスス・ロペス・ミラー
［塁審］一塁: ヒルベルト・マイエル、二塁: アルマンド・シルバス、三塁: フェリックス・ネオン
5. 試合開始時刻: 太平洋標準時（UTC-8）午後0時2分 試合時間: 3時間31分 観客: 1万3232人 気温: 75°F（23.9°C）
詳細: Serie del Caribe（スペイン語） / MLB.com Gameday（英語） / ESPN.com（英語）

| カルデナレス・デ・ララ | カルデナレス・デ・ララ | カルデナレス・デ・ララ | カルデナレス・デ・ララ | カルデナレス・デ・ララ                                                                                               | インディオス・デ・マヤグエス | インディオス・デ・マヤグエス | インディオス・デ・マヤグエス | インディオス・デ・マヤグエス | インディオス・デ・マヤグエス                                                                                            |
| ---------------------- | ---------------------- | ---------------------- | ---------------------- | --- | ---------------------------- | ---------------------------- | ---------------------------- | ---------------------------- | --- |
| 打順                   | 守備                   | 選手                   | 打席                   | A・アルメイダA・サンチェスR・ラベロI・バルガスH・ペレスE・ガルシアJ・ロンドンG・ヘルナンデスA・アマリスタD・バスケス | 打順                         | 守備                         | 選手                         | 打席                         | D・トンプソンM・フェリシアーノD・マキノンE・ディアスEm・リベラI・ディアスD・オルティーズE・ロザリオH・ラモスA・ガルシア |
| 1                      | 二                     | I・バルガス            | 両                     | A・アルメイダA・サンチェスR・ラベロI・バルガスH・ペレスE・ガルシアJ・ロンドンG・ヘルナンデスA・アマリスタD・バスケス | 1                            | 右                           | H・ラモス                    | 両                           | D・トンプソンM・フェリシアーノD・マキノンE・ディアスEm・リベラI・ディアスD・オルティーズE・ロザリオH・ラモスA・ガルシア |
| 2                      | 中                     | G・ヘルナンデス        | 右                     | A・アルメイダA・サンチェスR・ラベロI・バルガスH・ペレスE・ガルシアJ・ロンドンG・ヘルナンデスA・アマリスタD・バスケス | 2                            | 三                           | Em・リベラ                   | 右                           | D・トンプソンM・フェリシアーノD・マキノンE・ディアスEm・リベラI・ディアスD・オルティーズE・ロザリオH・ラモスA・ガルシア |
| 3                      | 右                     | A・アマリスタ          | 左                     | A・アルメイダA・サンチェスR・ラベロI・バルガスH・ペレスE・ガルシアJ・ロンドンG・ヘルナンデスA・アマリスタD・バスケス | 3                            | DH                           | A・ガルシア                  | 右                           | D・トンプソンM・フェリシアーノD・マキノンE・ディアスEm・リベラI・ディアスD・オルティーズE・ロザリオH・ラモスA・ガルシア |
| 4                      | 一                     | R・ラベロ              | 右                     | A・アルメイダA・サンチェスR・ラベロI・バルガスH・ペレスE・ガルシアJ・ロンドンG・ヘルナンデスA・アマリスタD・バスケス | 4                            | 左                           | D・オルティーズ              | 左                           | D・トンプソンM・フェリシアーノD・マキノンE・ディアスEm・リベラI・ディアスD・オルティーズE・ロザリオH・ラモスA・ガルシア |
| 5                      | 左                     | J・ロンドン            | 右                     | A・アルメイダA・サンチェスR・ラベロI・バルガスH・ペレスE・ガルシアJ・ロンドンG・ヘルナンデスA・アマリスタD・バスケス | 5                            | 一                           | D・マキノン                  | 右                           | D・トンプソンM・フェリシアーノD・マキノンE・ディアスEm・リベラI・ディアスD・オルティーズE・ロザリオH・ラモスA・ガルシア |
| 6                      | DH                     | D・バスケス            | 左                     | A・アルメイダA・サンチェスR・ラベロI・バルガスH・ペレスE・ガルシアJ・ロンドンG・ヘルナンデスA・アマリスタD・バスケス | 6                            | 中                           | E・ロザリオ                  | 左                           | D・トンプソンM・フェリシアーノD・マキノンE・ディアスEm・リベラI・ディアスD・オルティーズE・ロザリオH・ラモスA・ガルシア |
| 7                      | 三                     | H・ペレス              | 右                     | A・アルメイダA・サンチェスR・ラベロI・バルガスH・ペレスE・ガルシアJ・ロンドンG・ヘルナンデスA・アマリスタD・バスケス | 7                            | 二                           | E・ディアス                  | 右                           | D・トンプソンM・フェリシアーノD・マキノンE・ディアスEm・リベラI・ディアスD・オルティーズE・ロザリオH・ラモスA・ガルシア |
| 8                      | 捕                     | A・サンチェス          | 右                     | A・アルメイダA・サンチェスR・ラベロI・バルガスH・ペレスE・ガルシアJ・ロンドンG・ヘルナンデスA・アマリスタD・バスケス | 8                            | 捕                           | M・フェリシアーノ            | 右                           | D・トンプソンM・フェリシアーノD・マキノンE・ディアスEm・リベラI・ディアスD・オルティーズE・ロザリオH・ラモスA・ガルシア |
| 9                      | 遊                     | E・ガルシア            | 右                     | A・アルメイダA・サンチェスR・ラベロI・バルガスH・ペレスE・ガルシアJ・ロンドンG・ヘルナンデスA・アマリスタD・バスケス | 9                            | 遊                           | I・ディアス                  | 左                           | D・トンプソンM・フェリシアーノD・マキノンE・ディアスEm・リベラI・ディアスD・オルティーズE・ロザリオH・ラモスA・ガルシア |
| 先発投手               | 先発投手               | 先発投手               | 投球                   | A・アルメイダA・サンチェスR・ラベロI・バルガスH・ペレスE・ガルシアJ・ロンドンG・ヘルナンデスA・アマリスタD・バスケス | 先発投手                     | 先発投手                     | 先発投手                     | 投球                         | D・トンプソンM・フェリシアーノD・マキノンE・ディアスEm・リベラI・ディアスD・オルティーズE・ロザリオH・ラモスA・ガルシア |
| A・アルメイダ          | A・アルメイダ          | A・アルメイダ          | 左                     | A・アルメイダA・サンチェスR・ラベロI・バルガスH・ペレスE・ガルシアJ・ロンドンG・ヘルナンデスA・アマリスタD・バスケス | D・トンプソン                | D・トンプソン                | D・トンプソン                | 右                           | D・トンプソンM・フェリシアーノD・マキノンE・ディアスEm・リベラI・ディアスD・オルティーズE・ロザリオH・ラモスA・ガルシア |

第2試合
|                                       | 1 | 2 | 3 | 4 | 5 | 6 | 7 | 8 | 9 | R | H  | E |
| ------------------------------------- | - | - | - | - | - | - | - | - | - | - | -- | - |
| チャロス・デ・ハリスコ（MEX、4勝0敗） | 1 | 0 | 0 | 1 | 5 | 0 | 0 | 0 | 0 | 7 | 11 | 1 |
| ジャパンブリーズ（JPN、0勝3敗）       | 0 | 0 | 0 | 1 | 0 | 0 | 1 | 0 | 0 | 2 | 9  | 1 |

1. 勝利：ルイス・イバン・ロドリゲス（1勝）
2. 敗戦：平間凜太郎（1敗）
3. 審判
［球審］フェリックス・テハダ
［塁審］一塁: ロバート・ヌネス、二塁: ラウル・モレノ、三塁: デルフィン・コローン
4. 試合開始時刻: 太平洋標準時（UTC-8）午後4時59分 試合時間: 3時間12分 観客: 1万7000人 気温: 82°F（27.8°C）
詳細: Serie del Caribe（スペイン語） / MLB.com Gameday（英語） / ESPN.com（英語）

| チャロス・デ・ハリスコ | チャロス・デ・ハリスコ | チャロス・デ・ハリスコ | チャロス・デ・ハリスコ | チャロス・デ・ハリスコ | ジャパンブリーズ | ジャパンブリーズ | ジャパンブリーズ | ジャパンブリーズ | ジャパンブリーズ                                                                 |
| ---------------------- | ---------------------- | ---------------------- | ---------------------- | --- | ---------------- | ---------------- | ---------------- | ---------------- | -------------------------------------------------------------------------------- |
| 打順                   | 守備                   | 選手                   | 打席                   | L・ロドリゲスA・ウルタードM・ギルM・ウィーラン · スキーJ・メイ · フィールドJ・アトンドR・マーティンJ・カルドナD・ケイシーJ・アマダー | 打順             | 守備             | 選手             | 打席             | 平間凜太郎福田満樹水本大志浜田祐太川﨑宗則中谷内莞山本仁大橋武尊太刀岡蓮佐藤竜彦 |
| 1                      | 左                     | R・マーティン          | 左                     | L・ロドリゲスA・ウルタードM・ギルM・ウィーラン · スキーJ・メイ · フィールドJ・アトンドR・マーティンJ・カルドナD・ケイシーJ・アマダー | 1                | 中               | 大橋武尊         | 左               | 平間凜太郎福田満樹水本大志浜田祐太川﨑宗則中谷内莞山本仁大橋武尊太刀岡蓮佐藤竜彦 |
| 2                      | 遊                     | J・アトンド            | 右                     | L・ロドリゲスA・ウルタードM・ギルM・ウィーラン · スキーJ・メイ · フィールドJ・アトンドR・マーティンJ・カルドナD・ケイシーJ・アマダー | 2                | 遊               | 中谷内莞         | 右               | 平間凜太郎福田満樹水本大志浜田祐太川﨑宗則中谷内莞山本仁大橋武尊太刀岡蓮佐藤竜彦 |
| 3                      | 二                     | M・ウィーランスキー    | 右                     | L・ロドリゲスA・ウルタードM・ギルM・ウィーラン · スキーJ・メイ · フィールドJ・アトンドR・マーティンJ・カルドナD・ケイシーJ・アマダー | 3                | 二               | 浜田祐太         | 右               | 平間凜太郎福田満樹水本大志浜田祐太川﨑宗則中谷内莞山本仁大橋武尊太刀岡蓮佐藤竜彦 |
| 4                      | 一                     | M・ギル                | 右                     | L・ロドリゲスA・ウルタードM・ギルM・ウィーラン · スキーJ・メイ · フィールドJ・アトンドR・マーティンJ・カルドナD・ケイシーJ・アマダー | 4                | DH               | 佐藤竜彦         | 右               | 平間凜太郎福田満樹水本大志浜田祐太川﨑宗則中谷内莞山本仁大橋武尊太刀岡蓮佐藤竜彦 |
| 5                      | 三                     | J・メイフィールド      | 右                     | L・ロドリゲスA・ウルタードM・ギルM・ウィーラン · スキーJ・メイ · フィールドJ・アトンドR・マーティンJ・カルドナD・ケイシーJ・アマダー | 5                | 左               | 山本仁           | 左               | 平間凜太郎福田満樹水本大志浜田祐太川﨑宗則中谷内莞山本仁大橋武尊太刀岡蓮佐藤竜彦 |
| 6                      | DH                     | J・アマダー            | 右                     | L・ロドリゲスA・ウルタードM・ギルM・ウィーラン · スキーJ・メイ · フィールドJ・アトンドR・マーティンJ・カルドナD・ケイシーJ・アマダー | 6                | 一               | 水本大志         | 左               | 平間凜太郎福田満樹水本大志浜田祐太川﨑宗則中谷内莞山本仁大橋武尊太刀岡蓮佐藤竜彦 |
| 7                      | 右                     | D・ケイシー            | 右                     | L・ロドリゲスA・ウルタードM・ギルM・ウィーラン · スキーJ・メイ · フィールドJ・アトンドR・マーティンJ・カルドナD・ケイシーJ・アマダー | 7                | 捕               | 福田満樹         | 右               | 平間凜太郎福田満樹水本大志浜田祐太川﨑宗則中谷内莞山本仁大橋武尊太刀岡蓮佐藤竜彦 |
| 8                      | 捕                     | A・ウルタード          | 両                     | L・ロドリゲスA・ウルタードM・ギルM・ウィーラン · スキーJ・メイ · フィールドJ・アトンドR・マーティンJ・カルドナD・ケイシーJ・アマダー | 8                | 三               | 川﨑宗則         | 左               | 平間凜太郎福田満樹水本大志浜田祐太川﨑宗則中谷内莞山本仁大橋武尊太刀岡蓮佐藤竜彦 |
| 9                      | 中                     | J・カルドナ            | 右                     | L・ロドリゲスA・ウルタードM・ギルM・ウィーラン · スキーJ・メイ · フィールドJ・アトンドR・マーティンJ・カルドナD・ケイシーJ・アマダー | 9                | 右               | 太刀岡蓮         | 左               | 平間凜太郎福田満樹水本大志浜田祐太川﨑宗則中谷内莞山本仁大橋武尊太刀岡蓮佐藤竜彦 |
| 先発投手               | 先発投手               | 先発投手               | 投球                   | L・ロドリゲスA・ウルタードM・ギルM・ウィーラン · スキーJ・メイ · フィールドJ・アトンドR・マーティンJ・カルドナD・ケイシーJ・アマダー | 先発投手         | 先発投手         | 先発投手         | 投球             | 平間凜太郎福田満樹水本大志浜田祐太川﨑宗則中谷内莞山本仁大橋武尊太刀岡蓮佐藤竜彦 |
| L・ロドリゲス          | L・ロドリゲス          | L・ロドリゲス          | 右                     | L・ロドリゲスA・ウルタードM・ギルM・ウィーラン · スキーJ・メイ · フィールドJ・アトンドR・マーティンJ・カルドナD・ケイシーJ・アマダー | 平間凜太郎       | 平間凜太郎       | 平間凜太郎       | 右               | 平間凜太郎福田満樹水本大志浜田祐太川﨑宗則中谷内莞山本仁大橋武尊太刀岡蓮佐藤竜彦 |

#### 5日目 2月4日
第1試合
|                                             | 1 | 2 | 3 | 4 | 5 | 6 | 7 | 8 | 9 | R  | H  | E |
| ------------------------------------------- | - | - | - | - | - | - | - | - | - | -- | -- | - |
| インディオス・デ・マヤグエス（PUR、2勝2敗） | 1 | 2 | 0 | 0 | 1 | 0 | 0 | 5 | 1 | 10 | 11 | 1 |
| レオネス・デル・エスコヒード（DOM、2勝2敗） | 5 | 0 | 2 | 0 | 0 | 0 | 0 | 0 | 0 | 7  | 13 | 0 |

1. 勝利：カルロス・フランシスコ（1勝）
2. セーブ：ジャスティン・イェーガー（2S）
3. 敗戦：ジョー・コーベット（1敗）
4. 本塁打
PUR：アンソニー・ガルシア1号ソロ
DOM：ジュニオール・レイク1号3ラン
5. 審判
［球審］ヒルベルト・マイエル
［塁審］一塁: ヘスス・ロペス・ミラー、二塁: ホルヘ・テラン、三塁: マイケル・サラサー
6. 試合開始時刻: 太平洋標準時（UTC-8）午後2時2分 試合時間: 3時間33分 観客: 1万1167人 気温: 78°F（25.6°C）
詳細: Serie del Caribe（スペイン語） / MLB.com Gameday（英語） / ESPN.com（英語）

| インディオス・デ・マヤグエス | インディオス・デ・マヤグエス | インディオス・デ・マヤグエス | インディオス・デ・マヤグエス | インディオス・デ・マヤグエス                                                                                            | レオネス・デル・エスコヒード | レオネス・デル・エスコヒード | レオネス・デル・エスコヒード | レオネス・デル・エスコヒード | レオネス・デル・エスコヒード                                                                                      |
| ---------------------------- | ---------------------------- | ---------------------------- | ---------------------------- | --- | ---------------------------- | ---------------------------- | ---------------------------- | ---------------------------- | --- |
| 打順                         | 守備                         | 選手                         | 打席                         | Ed・リベラM・フェリシアーノD・マキノンS・ロングJr.Em・リベラI・ディアスD・オルティーズE・ロザリオR・カストロA・ガルシア | 打順                         | 守備                         | 選手                         | 打席                         | E・バルガスF・ペーニャY・ナバーロR・カノK・グティ · エレスG・ヌニェスJ・レイクL・リベラトS・ブリトーS・ピメンテル |
| 1                            | 右                           | R・カストロ                  | 左                           | Ed・リベラM・フェリシアーノD・マキノンS・ロングJr.Em・リベラI・ディアスD・オルティーズE・ロザリオR・カストロA・ガルシア | 1                            | 遊                           | G・ヌニェス                  | 両                           | E・バルガスF・ペーニャY・ナバーロR・カノK・グティ · エレスG・ヌニェスJ・レイクL・リベラトS・ブリトーS・ピメンテル |
| 2                            | 三                           | Em・リベラ                   | 右                           | Ed・リベラM・フェリシアーノD・マキノンS・ロングJr.Em・リベラI・ディアスD・オルティーズE・ロザリオR・カストロA・ガルシア | 2                            | 右                           | S・ブリトー                  | 左                           | E・バルガスF・ペーニャY・ナバーロR・カノK・グティ · エレスG・ヌニェスJ・レイクL・リベラトS・ブリトーS・ピメンテル |
| 3                            | DH                           | A・ガルシア                  | 右                           | Ed・リベラM・フェリシアーノD・マキノンS・ロングJr.Em・リベラI・ディアスD・オルティーズE・ロザリオR・カストロA・ガルシア | 3                            | 一                           | Y・ナバーロ                  | 右                           | E・バルガスF・ペーニャY・ナバーロR・カノK・グティ · エレスG・ヌニェスJ・レイクL・リベラトS・ブリトーS・ピメンテル |
| 4                            | 左                           | D・オルティーズ              | 左                           | Ed・リベラM・フェリシアーノD・マキノンS・ロングJr.Em・リベラI・ディアスD・オルティーズE・ロザリオR・カストロA・ガルシア | 4                            | 二                           | R・カノ                      | 左                           | E・バルガスF・ペーニャY・ナバーロR・カノK・グティ · エレスG・ヌニェスJ・レイクL・リベラトS・ブリトーS・ピメンテル |
| 5                            | 一                           | D・マキノン                  | 右                           | Ed・リベラM・フェリシアーノD・マキノンS・ロングJr.Em・リベラI・ディアスD・オルティーズE・ロザリオR・カストロA・ガルシア | 5                            | 三                           | K・グティエレス              | 右                           | E・バルガスF・ペーニャY・ナバーロR・カノK・グティ · エレスG・ヌニェスJ・レイクL・リベラトS・ブリトーS・ピメンテル |
| 6                            | 中                           | E・ロザリオ                  | 左                           | Ed・リベラM・フェリシアーノD・マキノンS・ロングJr.Em・リベラI・ディアスD・オルティーズE・ロザリオR・カストロA・ガルシア | 6                            | DH                           | S・ピメンテル                | 左                           | E・バルガスF・ペーニャY・ナバーロR・カノK・グティ · エレスG・ヌニェスJ・レイクL・リベラトS・ブリトーS・ピメンテル |
| 7                            | 捕                           | M・フェリシアーノ            | 右                           | Ed・リベラM・フェリシアーノD・マキノンS・ロングJr.Em・リベラI・ディアスD・オルティーズE・ロザリオR・カストロA・ガルシア | 7                            | 左                           | J・レイク                    | 右                           | E・バルガスF・ペーニャY・ナバーロR・カノK・グティ · エレスG・ヌニェスJ・レイクL・リベラトS・ブリトーS・ピメンテル |
| 8                            | 遊                           | I・ディアス                  | 左                           | Ed・リベラM・フェリシアーノD・マキノンS・ロングJr.Em・リベラI・ディアスD・オルティーズE・ロザリオR・カストロA・ガルシア | 8                            | 捕                           | F・ペーニャ                  | 右                           | E・バルガスF・ペーニャY・ナバーロR・カノK・グティ · エレスG・ヌニェスJ・レイクL・リベラトS・ブリトーS・ピメンテル |
| 9                            | 二                           | S・ロングJr.                 | 左                           | Ed・リベラM・フェリシアーノD・マキノンS・ロングJr.Em・リベラI・ディアスD・オルティーズE・ロザリオR・カストロA・ガルシア | 9                            | 中                           | L・リベラト                  | 左                           | E・バルガスF・ペーニャY・ナバーロR・カノK・グティ · エレスG・ヌニェスJ・レイクL・リベラトS・ブリトーS・ピメンテル |
| 先発投手                     | 先発投手                     | 先発投手                     | 投球                         | Ed・リベラM・フェリシアーノD・マキノンS・ロングJr.Em・リベラI・ディアスD・オルティーズE・ロザリオR・カストロA・ガルシア | 先発投手                     | 先発投手                     | 先発投手                     | 投球                         | E・バルガスF・ペーニャY・ナバーロR・カノK・グティ · エレスG・ヌニェスJ・レイクL・リベラトS・ブリトーS・ピメンテル |
| Ed・リベラ                   | Ed・リベラ                   | Ed・リベラ                   | 左                           | Ed・リベラM・フェリシアーノD・マキノンS・ロングJr.Em・リベラI・ディアスD・オルティーズE・ロザリオR・カストロA・ガルシア | E・バルガス                  | E・バルガス                  | E・バルガス                  | 右                           | E・バルガスF・ペーニャY・ナバーロR・カノK・グティ · エレスG・ヌニェスJ・レイクL・リベラトS・ブリトーS・ピメンテル |

第2試合
|                                       | 1 | 2 | 3 | 4 | 5 | 6 | 7 | 8 | R  | H  | E |
| ------------------------------------- | - | - | - | - | - | - | - | - | -- | -- | - |
| ジャパンブリーズ（JPN、0勝4敗）       | 0 | 0 | 0 | 0 | 0 | 0 | 0 | 0 | 0  | 0  | 2 |
| カルデナレス・デ・ララ（VEN、2勝2敗） | 5 | 1 | 1 | 0 | 0 | 0 | 0 | 3 | 10 | 12 | 0 |

1. （8回コールドゲーム）
2. 勝利：ヘスス・バルガス（1勝）
3. 敗戦：人見健太（1敗）
4. 本塁打
VEN：アレクシー・アマリスタ1号2ラン
5. 審判
［球審］アルマンド・シルバス
［塁審］一塁: フェリックス・ネオン、二塁: ロバート・ヌネス、三塁: フェリックス・テハダ
6. 試合開始時刻: 太平洋標準時（UTC-8）午後7時10分 試合時間: 2時間31分 観客: 1万3309人 気温: 75°F（23.9°C）
詳細: Serie del Caribe（スペイン語） / MLB.com Gameday（英語） / ESPN.com（英語）

| ジャパンブリーズ | ジャパンブリーズ | ジャパンブリーズ | ジャパンブリーズ | ジャパンブリーズ                                                             | カルデナレス・デ・ララ | カルデナレス・デ・ララ | カルデナレス・デ・ララ | カルデナレス・デ・ララ | カルデナレス・デ・ララ                                                                                             |
| ---------------- | ---------------- | ---------------- | ---------------- | ---------------------------------------------------------------------------- | ---------------------- | ---------------------- | ---------------------- | ---------------------- | --- |
| 打順             | 守備             | 選手             | 打席             | 人見健太福田満樹水本大志浜田祐太車谷仁中谷内莞山本仁大橋武尊太刀岡蓮佐藤竜彦 | 打順                   | 守備                   | 選手                   | 打席                   | J・バルガスA・サンチェスR・ラベロI・バルガスH・ペレスE・ガルシアJ・ロンドンG・ヘルナンデスA・アマリスタD・バスケス |
| 1                | 中               | 大橋武尊         | 左               | 人見健太福田満樹水本大志浜田祐太車谷仁中谷内莞山本仁大橋武尊太刀岡蓮佐藤竜彦 | 1                      | 二                     | I・バルガス            | 両                     | J・バルガスA・サンチェスR・ラベロI・バルガスH・ペレスE・ガルシアJ・ロンドンG・ヘルナンデスA・アマリスタD・バスケス |
| 2                | 遊               | 中谷内莞         | 右               | 人見健太福田満樹水本大志浜田祐太車谷仁中谷内莞山本仁大橋武尊太刀岡蓮佐藤竜彦 | 2                      | 中                     | G・ヘルナンデス        | 右                     | J・バルガスA・サンチェスR・ラベロI・バルガスH・ペレスE・ガルシアJ・ロンドンG・ヘルナンデスA・アマリスタD・バスケス |
| 3                | 二               | 浜田祐太         | 右               | 人見健太福田満樹水本大志浜田祐太車谷仁中谷内莞山本仁大橋武尊太刀岡蓮佐藤竜彦 | 3                      | 右                     | A・アマリスタ          | 左                     | J・バルガスA・サンチェスR・ラベロI・バルガスH・ペレスE・ガルシアJ・ロンドンG・ヘルナンデスA・アマリスタD・バスケス |
| 4                | DH               | 佐藤竜彦         | 右               | 人見健太福田満樹水本大志浜田祐太車谷仁中谷内莞山本仁大橋武尊太刀岡蓮佐藤竜彦 | 4                      | 一                     | R・ラベロ              | 右                     | J・バルガスA・サンチェスR・ラベロI・バルガスH・ペレスE・ガルシアJ・ロンドンG・ヘルナンデスA・アマリスタD・バスケス |
| 5                | 左               | 山本仁           | 左               | 人見健太福田満樹水本大志浜田祐太車谷仁中谷内莞山本仁大橋武尊太刀岡蓮佐藤竜彦 | 5                      | 左                     | J・ロンドン            | 右                     | J・バルガスA・サンチェスR・ラベロI・バルガスH・ペレスE・ガルシアJ・ロンドンG・ヘルナンデスA・アマリスタD・バスケス |
| 6                | 捕               | 福田満樹         | 右               | 人見健太福田満樹水本大志浜田祐太車谷仁中谷内莞山本仁大橋武尊太刀岡蓮佐藤竜彦 | 6                      | DH                     | D・バスケス            | 左                     | J・バルガスA・サンチェスR・ラベロI・バルガスH・ペレスE・ガルシアJ・ロンドンG・ヘルナンデスA・アマリスタD・バスケス |
| 7                | 一               | 水本大志         | 左               | 人見健太福田満樹水本大志浜田祐太車谷仁中谷内莞山本仁大橋武尊太刀岡蓮佐藤竜彦 | 7                      | 三                     | H・ペレス              | 右                     | J・バルガスA・サンチェスR・ラベロI・バルガスH・ペレスE・ガルシアJ・ロンドンG・ヘルナンデスA・アマリスタD・バスケス |
| 8                | 三               | 車谷仁           | 右               | 人見健太福田満樹水本大志浜田祐太車谷仁中谷内莞山本仁大橋武尊太刀岡蓮佐藤竜彦 | 8                      | 捕                     | A・サンチェス          | 右                     | J・バルガスA・サンチェスR・ラベロI・バルガスH・ペレスE・ガルシアJ・ロンドンG・ヘルナンデスA・アマリスタD・バスケス |
| 9                | 右               | 太刀岡蓮         | 左               | 人見健太福田満樹水本大志浜田祐太車谷仁中谷内莞山本仁大橋武尊太刀岡蓮佐藤竜彦 | 9                      | 遊                     | E・ガルシア            | 右                     | J・バルガスA・サンチェスR・ラベロI・バルガスH・ペレスE・ガルシアJ・ロンドンG・ヘルナンデスA・アマリスタD・バスケス |
| 先発投手         | 先発投手         | 先発投手         | 投球             | 人見健太福田満樹水本大志浜田祐太車谷仁中谷内莞山本仁大橋武尊太刀岡蓮佐藤竜彦 | 先発投手               | 先発投手               | 先発投手               | 投球                   | J・バルガスA・サンチェスR・ラベロI・バルガスH・ペレスE・ガルシアJ・ロンドンG・ヘルナンデスA・アマリスタD・バスケス |
| 人見健太         | 人見健太         | 人見健太         | 右               | 人見健太福田満樹水本大志浜田祐太車谷仁中谷内莞山本仁大橋武尊太刀岡蓮佐藤竜彦 | J・バルガス            | J・バルガス            | J・バルガス            | 右                     | J・バルガスA・サンチェスR・ラベロI・バルガスH・ペレスE・ガルシアJ・ロンドンG・ヘルナンデスA・アマリスタD・バスケス |

### 決勝トーナメント
予選ラウンド終了の翌日から3日間、決勝トーナメントが行われた。準決勝の組み合わせは、予選ラウンド1位のメキシコ代表チャロス・デ・ハリスコ対4位のプエルトリコ代表インディオス・デ・マヤグエス、および2位のベネズエラ代表カルデナレス・デ・ララ対3位のドミニカ共和国代表レオネス・デル・エスコヒードとなった。決勝戦・3位決定戦も含めて全て予選ラウンド上位のチームが後攻となる。

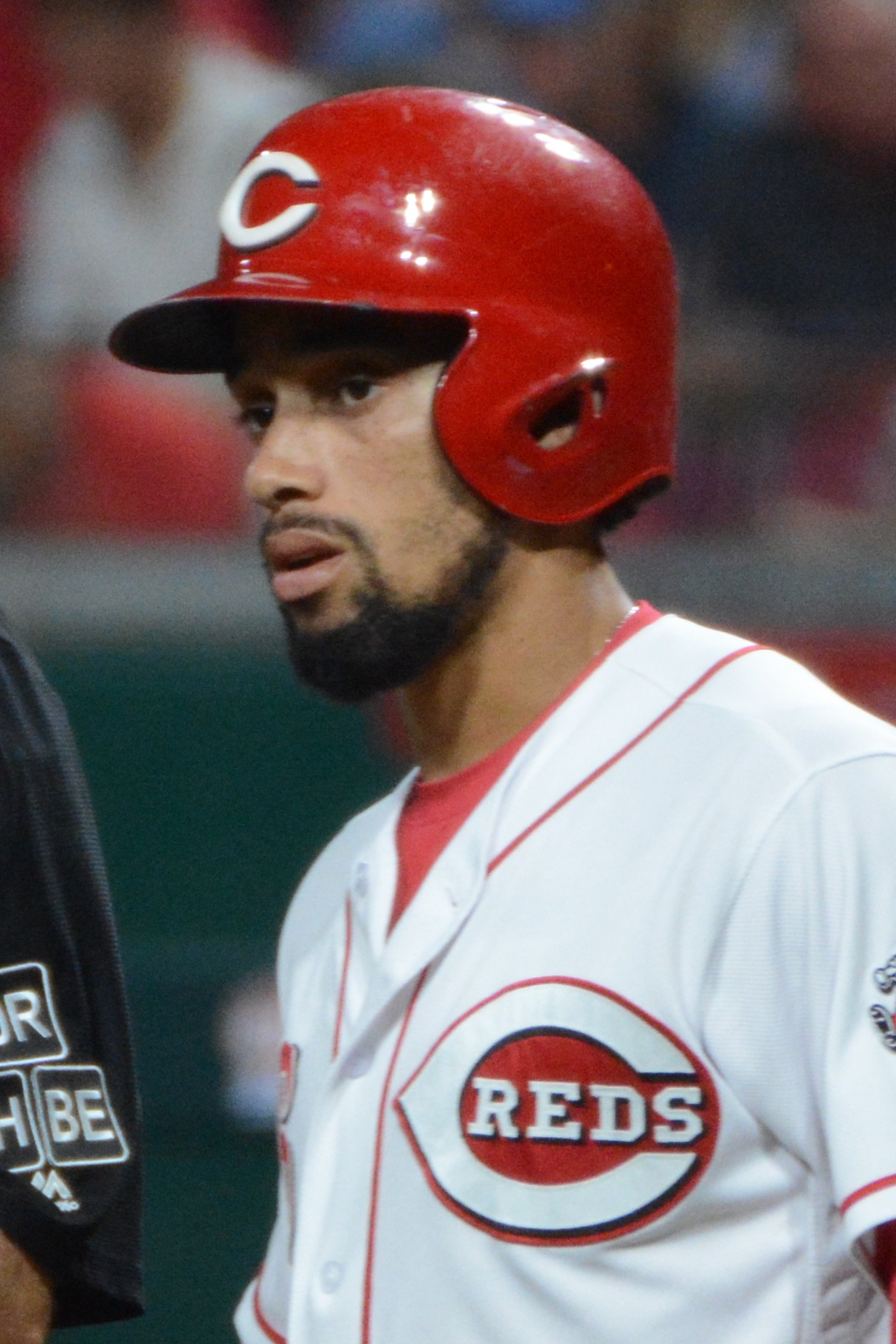
ビリー・ハミルトン（写真は2018年8月11日、メジャーリーグベースボールのシンシナティ・レッズ在籍時に撮影）

2月5日の準決勝はいずれも1月31日の予選ラウンド初戦と同じ顔合わせであり、先発投手も全4チームが中4日で同じ投手を起用した。第1試合のレオネス対カルデナレスは、レオネスが相手先発マックス・カスティーヨから初回表と3回表に1点ずつ奪い、ブルックス・ホールが6回無失点の好投で点差を保つ。しかしレオネスが3－1としてリードして迎えた8回裏、4番手としてフェルナンド・エイバッドを登板させると、カルデナレスは先頭打者イルデマロ・バルガスからの4連打と5番ホセ・ロンドンの犠牲フライで同点に追いつく。試合はそのままタイブレーク方式の延長戦へもつれ込んだ。10回は両チームとも1点ずつを挙げたあと、11回表にレオネスが先頭打者ソクラテス・ブリトーの適時二塁打で再び勝ち越す。その裏カルデナレスは6番手ジミー・コルデロから無死二・三塁の好機を作り、8番フランシスコ・アルシアが一塁線へライナー性の打球を放つ。抜ければ逆転サヨナラと思われた打球だったが、これを一塁手ヤマイコ・ナバーロが直接捕球して阻止し、その後はJ・コルデロが後続を断って5－4で逃げ切った。カルデナレスは打線が安打・四球のいずれもレオネスより多かったが、12残塁のうち9走者が得点圏と好機を生かし切れなかった。続く第2試合のインディオス対チャロスは、初回裏のチャロスの3得点がそのまま決勝点となった。インディオス先発投手ロニー・ウィリアムズに対し、先頭打者ビリー・ハミルトンが四球で出塁する。ハミルトンは2番ルディ・マーティンの打席で盗塁を仕掛けると、捕手オニクス・ベガの悪送球を誘って三塁まで進み、マーティンの適時二塁打で先制のホームを踏んだ。チャロスはさらに3番マイケル・ウィーランスキーの内野安打と盗塁で無死二・三塁とし、4番マテオ・ギルの適時中前打で3－0と点差を広げた。ウィリアムズがこの回限りで降板を余儀なくされたあと、2回裏からは2番手フリアン・ガルシアが4イニング無失点で試合を落ち着かせる。だがチャロスも先発投手デビッド・レイエスが6回無失点と相手打線を封じる。7回表、チャロスの投手がレイエスからヘスス・クルーズに代わると、インディオスは二死三塁から7番イーサン・ディアスの適時左前打で1点を返すが、8番ベガの代打ヘンリー・ラモスが空振り三振に倒れて反撃もここまで。このままチャロスが3－1で勝利し、レオネスとの決勝戦へ進んだ。
翌2月6日は、3位決定戦のインディオス対カルデナレスのみが行われた。準決勝終了時点でカルデナレスは、打線の総得点25がレオネスに次ぐ2位で打率.271・出塁率.328・長打率.359はいずれも最高、投手陣の防御率も1.60で2位と、打率.199・防御率4.81のインディオスを投打ともに上回る数字を残していた。また、予選ラウンドでの直接対決もカルデナレスが勝利していた。その試合ではインディオスの4点リードをカルデナレスが逆転していたが、それから3日後のこの日もまずはインディオスが先行する。相手先発投手ジミー・エンダースビーに対し7番I・ディアスが、2回表無死一塁から先制の本塁打を放つと、4回表一死無走者でも本塁打を放ち、1試合2本塁打で3打点を挙げた。I・ディアスによれば、捉えたのはいずれもスライダーだった。インディオスの攻撃はなおも続き、8番ベガからの3連打で一死満塁とする。カルデナレスがエンダースビーを続投させるなか、インディオスは2番エマヌエル・リベラの適時二塁打と3番アンソニー・ガルシアの犠牲フライで6－0とした。その裏、カルデナレスは一死一・三塁から6番エルナン・ペレスの適時左前打で1点を返し、7番ジャーメイン・パラシオスの右前打で満塁の好機を作る。ここでインディオスは先発投手ルイス・リロイ・クルーズからリカルド・ベレスへ継投し、8番ヨハン・ケベドを遊ゴロ併殺に打ち取って相手の反撃を断った。インディオスはその後1点を追加し、6点リードで迎えた9回裏のマウンドへ抑え投手ジャスティン・イェーガーを送った。だがイェーガーは一死無走者からの連続四球をきっかけに3点を失い、二死一塁で降板せざるを得なくなった。最後は代わって登板したデレック・ロドリゲスが1番ジェクソン・フローレスを三ゴロに仕留め、インディオスがこの日はカルデナレスの逆転を許さずに勝利し3位を確保した。インディオスのゼネラルマネージャーを務めるカルロス・ベローアは、全力を尽くした選手を称え、ここまで全勝のチャロスと自軍との差は好機を着実にものにする力にあったと振り返りつつ、今大会最終日の3日後がメジャーリーグベースボール（MLB）のスプリングトレーニング開始日であるため捕手のマーティン・マルドナードと救援投手のホルヘ・ロペスを招集できなかったことにも触れ、大会開催時期を前倒しすべきとの考えを示した。
2月7日、大会は8日間におよぶ全日程の最終日、レオネス対チャロスの決勝戦を迎えた。主催団体カリブ海プロ野球連合（CBPC）加盟4か国・地域のうち、最も長く優勝から遠ざかっているのが、2016年大会のベナードス・デ・マサトランを最後に途絶えたメキシコ勢である。この日の決勝戦にはチャロスの球団としての初優勝とともに、同国勢による連続敗退記録の終結もかかっていた。同国大統領クラウディア・シェインバウムがこの日の朝、首都メキシコシティの国立宮殿で「全ての幸運と、後押しと、愛と、前向きな雰囲気を彼らに」と述べるなど、チャロスの優勝へ期待は高まっていた。これに対してレオネスが勝てば、球団としては2012年大会以来13年ぶり5度目、ドミニカ共和国勢としては2023年大会のティグレス・デル・リセイ以来2年ぶり23度目の優勝となる。また、この両チーム間には大会中に因縁も生まれていた。予選ラウンドでの直接対決のあと、勝ったチャロスの監督ベンジー・ギルが相手監督アルバート・プホルスについて「私は彼より監督経験があるからね」と発言したことが、一部で「相手への敬意を欠いている」と物議を醸したのである。実際に、プホルスは2024-25シーズンが監督業1季目であるのに対し、B・ギルはカリビアンシリーズで指揮を執るのがこれで5度目、また2023年3月には第5回ワールド・ベースボール・クラシックでもメキシコ代表を率いるなど、監督経験に差はあった。ただプホルスは大会終了後、B・ギルの発言について「本当に不愉快だった」と吐露し「自分には監督経験はないかもしれないが、トニー・ラルーサやマイク・ソーシア、デーブ・ロバーツといった（MLBで）優勝したことのある監督の下でプレイしていれば、経験を積むために何年も監督を務める必要はない」と反論している。こうした国単位・球団単位での大会制覇経験や監督個人の実績だけでなく、野球のスタイルも両チームは対照的で、チャロスは防御率が5チーム中最高の1.00と盤石な投手陣を擁し、レオネスは総得点が26で最多と打線が強力だった。

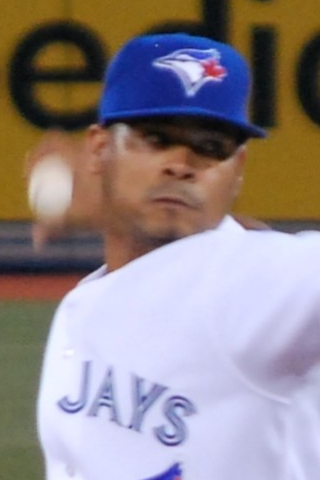
エスミル・ロジャース（写真は2013年4月15日、メジャーリーグベースボールのトロント・ブルージェイズ在籍時に撮影）

始球式では、ボクシングの元世界3階級王者フリオ・セサール・チャベスと、元メジャーリーガーでチャロスOBのセルジオ・ロモが、それぞれ別個にボールを投じた。決勝戦の先発投手は、チャロスはマニー・バニュエロス、レオネスはエスミル・ロジャース。レオネスは当初ジョニー・クエトが先発予定だったが、インフルエンザ感染による体調不良のためロジャースへ変更する、と準決勝終了後に発表していた。試合は初回表、バニュエロスに対しレオネス先頭打者ジュニオール・レイクが2球目をバントで転がし、内野安打で出塁して始まった。バニュエロスはその回に一死一・三塁、2回表に二死三塁とされたが、いずれも無失点で凌いだ。ロジャースは初回裏を三者凡退で終え、2回裏は3与四球で二死満塁の危機を招いたものの、9番アルベルト・ウルタードを三邪飛に打ち取り、こちらも最初の2イニングは無失点とした。3回表、バニュエロスはみたび得点圏に走者を背負う。それも直前のロジャースと同様に3与四球で満塁、しかもこちらは先頭打者レイクからの3者連続で無死のまま、4番ロビンソン・カノを打席に迎えた。カノは初球に手を出して二ゴロ併殺に倒れ、その間に三塁走者が先制のホームを踏んだ。バニュエロスは5番ケルビン・グティエレスを遊ゴロに打ち取り追加点を阻止したが、この日は4イニングで3被安打、2奪三振に対して3与四球と不安定な投球に終止した。ロジャースは101球を費やして6イニングを無失点で投げきる。5与四球ながら味方守備にも助けられ、被安打は4回裏に7番レイナルド・ロドリゲスに許した単打が1本のみだった。本人は7回裏の続投を希望したが、プホルスから「もう終わり。ここからはブルペンの仕事」と諭されて降板を受け入れた。両軍救援投手陣が互いに相手打線を封じ、試合は1点差のまま9回裏に突入、レオネスのマウンドにはJ・コルデロが立った。一死から5番ジャック・メイフィールドが死球で出塁し同点の走者となったが、次打者フリアン・オルネラスのゴロは遊撃手ジョナサン・グーズマンのグラブに収まる。グーズマンから二塁手カノへの送球でまず一塁走者が封殺、続いてカノから一塁手ナバーロへの送球で一塁塁審が打者走者にアウトを宣告し、併殺が成立したように思われた。レオネスは優勝を確信しフィールド上で歓喜の輪を作っていたが、チャロスがビデオ判定を要求した結果、一塁での判定が覆り打者走者はセーフとなった。チャロスがオルナレスの代走にホセ・カルドナを送り、そのカルドナが7番R・ロドリゲスの打席中に盗塁を成功させると、場内は大歓声に包まれる。だが結局、J・コルデロはフルカウントからの6球目でR・ロドリゲスを空振りさせ、三振で締めくくってレオネスの優勝を決めた。
ドミニカ共和国大統領ルイス・アビナデルはレオネスの優勝について、X（旧Twitter）で "#RugeRD"（「#吠えろドミニカ共和国」）や "#OrgulloDominicano"（「#ドミニカンの誇り」）というハッシュタグをつけて祝福の言葉を投稿した。レオネスは決勝戦の3日後、2月10日に空路で帰国の途についた。プホルスやカノら一部の指導者・選手はドミニカ共和国へは戻らずアメリカ合衆国へ渡ったが、その他の選手たちは未明に首都メキシコシティ発のアエロメヒコ航空654便へ乗り込み、3時間50分弱のフライトを経て帰国した。一行が午前7時18分、サント・ドミンゴ州ボカチカのラス・アメリカス国際空港に到着すると、待ち受けていたファンや空港職員らはメレンゲを奏でて喜びのダンスを踊った。こうした一般のファンだけでなく、同国スポーツ界の要人も空港で一行を出迎えた。そのうちのひとり、スポーツ・レクリエーション省大臣ケルビン・クルーズは「数日前、我々は『国旗を傷つけさせず、祖国を高く掲げよ』とこの戦士たちを激励しました。彼らは期待に応え、王者としてその名を刻したこの美しい優勝トロフィーを、本日ここに持ち帰ってきてくれました」と称揚した。この場に立ち会った要人にはK・クルーズのほか、同省副大臣フランクリン・デ・ラ・モタや同国オリンピック委員会会長ガリバルディ・バウティスタ、同国野球コミッショナーのジュニオール・ノボア、同国リーグ "リーガ・デ・ベイスボル・プロフェシオナル・デ・ラ・レプブリカ・ドミニカーナ" 会長ビテリオ・メヒアおよび同副会長ウィンストン・ジェナスらがいた。そのレオネスに敗れたチャロスは、一足先に本拠地都市ハリスコ州サポパンへ戻り、2月9日に本拠地球場エスタディオ・チャロス・デ・ハリスコでファン感謝祭を開催した。チャロスは国内リーグ "リーガ・メヒカーナ・デル・パシフィコ" 優勝決定後すぐにカリビアンシリーズへ入ったため、選手・指導者やその家族だけで内輪の祝勝会はしていたが、ファンと喜びを分かち合う機会は設けられていなかった。フィールド上では選手によるサイン会のほか、球団スポンサーによる出店などもあり、ファンを楽しませた。ファンのなかには、B・ギルからユニフォームにサインをもらう際に「唯一欠けているのが（カリビアンシリーズの）王座だが、このチームを誇りに思う」とねぎらいの言葉をかける者もいた。
|  | 準決勝                              | 準決勝 |                                     |           | 決勝戦                              | 決勝戦 |
|  |                                     |        |                                     |           |                                     |        |
|  | 第1試合                             |        |                                     |           |                                     |        |
|  | レオネス・デル・エスコヒード（3位） | 5      | レオネス・デル・エスコヒード（3位） | 1         |                                     |        |
|  | カルデナレス・デ・ララ（2位）       | 4      |                                     |           | チャロス・デ・ハリスコ（1位）       | 0      |
|  | 第2試合                             |        |                                     |           |                                     |        |
|  | インディオス・デ・マヤグエス（4位） | 1      |                                     | 3位決定戦 | 3位決定戦                           |        |
|  | チャロス・デ・ハリスコ（1位）       | 3      |                                     |           |                                     |        |
|  |                                     |        |                                     |           | インディオス・デ・マヤグエス（4位） | 7      |
|  |                                     |        |                                     |           | カルデナレス・デ・ララ（2位）       | 4      |
|  |                                     |        |                                     |           |                                     |        |

#### 6日目 2月5日（準決勝）
第1試合
|                                               | 1 | 2 | 3 | 4 | 5 | 6 | 7 | 8 | 9 | 10 | 11 | R | H  | E |
| --------------------------------------------- | - | - | - | - | - | - | - | - | - | -- | -- | - | -- | - |
| レオネス・デル・エスコヒード（DOM、決勝戦へ） | 1 | 0 | 1 | 0 | 0 | 0 | 0 | 1 | 0 | 1  | 1  | 5 | 9  | 0 |
| カルデナレス・デ・ララ（VEN、3位決定戦へ）    | 0 | 0 | 0 | 0 | 0 | 0 | 1 | 2 | 0 | 1  | 0  | 4 | 10 | 0 |

1. 勝利：ウリセス・ホアキン（1勝）
2. セーブ：ジミー・コルデロ（1S）
3. 敗戦：アレックス・シャーフ（2敗）
4. 審判
［球審］ロバート・ヌネス
［塁審］一塁: デルフィン・コローン、二塁: ヘスス・ロペス・ミラー、三塁: マイケル・サラサー
5. 試合開始時刻: 太平洋標準時（UTC-8）午後2時5分 試合時間: 3時間49分 観客: 1万1901人 気温: 80°F（26.7°C）
詳細: Serie del Caribe（スペイン語） / MLB.com Gameday（英語） / ESPN.com（英語）

| レオネス・デル・エスコヒード | レオネス・デル・エスコヒード | レオネス・デル・エスコヒード | レオネス・デル・エスコヒード | レオネス・デル・エスコヒード                                                                                    | カルデナレス・デ・ララ | カルデナレス・デ・ララ | カルデナレス・デ・ララ | カルデナレス・デ・ララ | カルデナレス・デ・ララ                                                                                                 |
| ---------------------------- | ---------------------------- | ---------------------------- | ---------------------------- | --- | ---------------------- | ---------------------- | ---------------------- | ---------------------- | --- |
| 打順                         | 守備                         | 選手                         | 打席                         | B・ホールF・メヒアY・ナバーロC・アダメスK・グティ · エレスG・ヌニェスJ・レイクS・ブリトーJ・マルモレホスR・カノ | 打順                   | 守備                   | 選手                   | 打席                   | M・カスティーヨA・サンチェスR・ラベロI・バルガスH・ペレスE・ガルシアJ・ロンドンG・ヘルナンデスA・アマリスタD・バスケス |
| 1                            | 左                           | J・レイク                    | 右                           | B・ホールF・メヒアY・ナバーロC・アダメスK・グティ · エレスG・ヌニェスJ・レイクS・ブリトーJ・マルモレホスR・カノ | 1                      | 二                     | I・バルガス            | 両                     | M・カスティーヨA・サンチェスR・ラベロI・バルガスH・ペレスE・ガルシアJ・ロンドンG・ヘルナンデスA・アマリスタD・バスケス |
| 2                            | 中                           | S・ブリトー                  | 左                           | B・ホールF・メヒアY・ナバーロC・アダメスK・グティ · エレスG・ヌニェスJ・レイクS・ブリトーJ・マルモレホスR・カノ | 2                      | 中                     | G・ヘルナンデス        | 右                     | M・カスティーヨA・サンチェスR・ラベロI・バルガスH・ペレスE・ガルシアJ・ロンドンG・ヘルナンデスA・アマリスタD・バスケス |
| 3                            | 三                           | K・グティエレス              | 右                           | B・ホールF・メヒアY・ナバーロC・アダメスK・グティ · エレスG・ヌニェスJ・レイクS・ブリトーJ・マルモレホスR・カノ | 3                      | 右                     | A・アマリスタ          | 左                     | M・カスティーヨA・サンチェスR・ラベロI・バルガスH・ペレスE・ガルシアJ・ロンドンG・ヘルナンデスA・アマリスタD・バスケス |
| 4                            | DH                           | R・カノ                      | 左                           | B・ホールF・メヒアY・ナバーロC・アダメスK・グティ · エレスG・ヌニェスJ・レイクS・ブリトーJ・マルモレホスR・カノ | 4                      | 一                     | R・ラベロ              | 右                     | M・カスティーヨA・サンチェスR・ラベロI・バルガスH・ペレスE・ガルシアJ・ロンドンG・ヘルナンデスA・アマリスタD・バスケス |
| 5                            | 一                           | Y・ナバーロ                  | 右                           | B・ホールF・メヒアY・ナバーロC・アダメスK・グティ · エレスG・ヌニェスJ・レイクS・ブリトーJ・マルモレホスR・カノ | 5                      | 左                     | J・ロンドン            | 右                     | M・カスティーヨA・サンチェスR・ラベロI・バルガスH・ペレスE・ガルシアJ・ロンドンG・ヘルナンデスA・アマリスタD・バスケス |
| 6                            | 捕                           | F・メヒア                    | 両                           | B・ホールF・メヒアY・ナバーロC・アダメスK・グティ · エレスG・ヌニェスJ・レイクS・ブリトーJ・マルモレホスR・カノ | 6                      | DH                     | D・バスケス            | 左                     | M・カスティーヨA・サンチェスR・ラベロI・バルガスH・ペレスE・ガルシアJ・ロンドンG・ヘルナンデスA・アマリスタD・バスケス |
| 7                            | 右                           | J・マルモレホス              | 左                           | B・ホールF・メヒアY・ナバーロC・アダメスK・グティ · エレスG・ヌニェスJ・レイクS・ブリトーJ・マルモレホスR・カノ | 7                      | 三                     | H・ペレス              | 右                     | M・カスティーヨA・サンチェスR・ラベロI・バルガスH・ペレスE・ガルシアJ・ロンドンG・ヘルナンデスA・アマリスタD・バスケス |
| 8                            | 二                           | C・アダメス                  | 両                           | B・ホールF・メヒアY・ナバーロC・アダメスK・グティ · エレスG・ヌニェスJ・レイクS・ブリトーJ・マルモレホスR・カノ | 8                      | 捕                     | A・サンチェス          | 右                     | M・カスティーヨA・サンチェスR・ラベロI・バルガスH・ペレスE・ガルシアJ・ロンドンG・ヘルナンデスA・アマリスタD・バスケス |
| 9                            | 遊                           | G・ヌニェス                  | 両                           | B・ホールF・メヒアY・ナバーロC・アダメスK・グティ · エレスG・ヌニェスJ・レイクS・ブリトーJ・マルモレホスR・カノ | 9                      | 遊                     | E・ガルシア            | 右                     | M・カスティーヨA・サンチェスR・ラベロI・バルガスH・ペレスE・ガルシアJ・ロンドンG・ヘルナンデスA・アマリスタD・バスケス |
| 先発投手                     | 先発投手                     | 先発投手                     | 投球                         | B・ホールF・メヒアY・ナバーロC・アダメスK・グティ · エレスG・ヌニェスJ・レイクS・ブリトーJ・マルモレホスR・カノ | 先発投手               | 先発投手               | 先発投手               | 投球                   | M・カスティーヨA・サンチェスR・ラベロI・バルガスH・ペレスE・ガルシアJ・ロンドンG・ヘルナンデスA・アマリスタD・バスケス |
| B・ホール                    | B・ホール                    | B・ホール                    | 右                           | B・ホールF・メヒアY・ナバーロC・アダメスK・グティ · エレスG・ヌニェスJ・レイクS・ブリトーJ・マルモレホスR・カノ | M・カスティーヨ        | M・カスティーヨ        | M・カスティーヨ        | 右                     | M・カスティーヨA・サンチェスR・ラベロI・バルガスH・ペレスE・ガルシアJ・ロンドンG・ヘルナンデスA・アマリスタD・バスケス |

第2試合
|                                                  | 1 | 2 | 3 | 4 | 5 | 6 | 7 | 8 | 9 | R | H | E |
| ------------------------------------------------ | - | - | - | - | - | - | - | - | - | - | - | - |
| インディオス・デ・マヤグエス（PUR、3位決定戦へ） | 0 | 0 | 0 | 0 | 0 | 0 | 1 | 0 | 0 | 1 | 5 | 1 |
| チャロス・デ・ハリスコ（MEX、決勝戦へ）          | 3 | 0 | 0 | 0 | 0 | 0 | 0 | 0 | X | 3 | 7 | 0 |

1. 勝利：デビッド・レイエス（2勝）
2. セーブ：トレバー・クリフトン（3S）
3. 敗戦：ロニー・ウィリアムズ（2敗）
4. 審判
［球審］フェリックス・ネオン
［塁審］一塁: ラウル・モレノ、二塁: フェリックス・テハダ、三塁: ホルヘ・テラン
5. 試合開始時刻: 太平洋標準時（UTC-8）午後7時27分 試合時間: 2時間45分 観客: 1万7000人 気温: 72°F（22.2°C）
詳細: Serie del Caribe（スペイン語） / MLB.com Gameday（英語） / ESPN.com（英語）

| インディオス・デ・マヤグエス | インディオス・デ・マヤグエス | インディオス・デ・マヤグエス | インディオス・デ・マヤグエス | インディオス・デ・マヤグエス                                                                                       | チャロス・デ・ハリスコ | チャロス・デ・ハリスコ | チャロス・デ・ハリスコ | チャロス・デ・ハリスコ | チャロス・デ・ハリスコ |
| ---------------------------- | ---------------------------- | ---------------------------- | ---------------------------- | --- | ---------------------- | ---------------------- | ---------------------- | ---------------------- | --- |
| 打順                         | 守備                         | 選手                         | 打席                         | R・ウィリアムズO・ベガD・マキノンS・ロングJr.Em・リベラI・ディアスD・オルティーズE・ロザリオR・カストロA・ガルシア | 打順                   | 守備                   | 選手                   | 打席                   | D・レイエスC・メンディビルR・ロドリゲスM・ウィーラン · スキーM・ギルJ・メイ · フィールドR・マーティンB・ハミルトンD・ケイシーJ・オルネラス |
| 1                            | 右                           | R・カストロ                  | 左                           | R・ウィリアムズO・ベガD・マキノンS・ロングJr.Em・リベラI・ディアスD・オルティーズE・ロザリオR・カストロA・ガルシア | 1                      | 中                     | B・ハミルトン          | 右                     | D・レイエスC・メンディビルR・ロドリゲスM・ウィーラン · スキーM・ギルJ・メイ · フィールドR・マーティンB・ハミルトンD・ケイシーJ・オルネラス |
| 2                            | 三                           | Em・リベラ                   | 右                           | R・ウィリアムズO・ベガD・マキノンS・ロングJr.Em・リベラI・ディアスD・オルティーズE・ロザリオR・カストロA・ガルシア | 2                      | 左                     | R・マーティン          | 左                     | D・レイエスC・メンディビルR・ロドリゲスM・ウィーラン · スキーM・ギルJ・メイ · フィールドR・マーティンB・ハミルトンD・ケイシーJ・オルネラス |
| 3                            | DH                           | A・ガルシア                  | 右                           | R・ウィリアムズO・ベガD・マキノンS・ロングJr.Em・リベラI・ディアスD・オルティーズE・ロザリオR・カストロA・ガルシア | 3                      | 二                     | M・ウィーランスキー    | 右                     | D・レイエスC・メンディビルR・ロドリゲスM・ウィーラン · スキーM・ギルJ・メイ · フィールドR・マーティンB・ハミルトンD・ケイシーJ・オルネラス |
| 4                            | 左                           | D・オルティーズ              | 左                           | R・ウィリアムズO・ベガD・マキノンS・ロングJr.Em・リベラI・ディアスD・オルティーズE・ロザリオR・カストロA・ガルシア | 4                      | 三                     | M・ギル                | 右                     | D・レイエスC・メンディビルR・ロドリゲスM・ウィーラン · スキーM・ギルJ・メイ · フィールドR・マーティンB・ハミルトンD・ケイシーJ・オルネラス |
| 5                            | 一                           | D・マキノン                  | 右                           | R・ウィリアムズO・ベガD・マキノンS・ロングJr.Em・リベラI・ディアスD・オルティーズE・ロザリオR・カストロA・ガルシア | 5                      | 遊                     | J・メイフィールド      | 右                     | D・レイエスC・メンディビルR・ロドリゲスM・ウィーラン · スキーM・ギルJ・メイ · フィールドR・マーティンB・ハミルトンD・ケイシーJ・オルネラス |
| 6                            | 中                           | E・ロザリオ                  | 左                           | R・ウィリアムズO・ベガD・マキノンS・ロングJr.Em・リベラI・ディアスD・オルティーズE・ロザリオR・カストロA・ガルシア | 6                      | DH                     | J・オルネラス          | 左                     | D・レイエスC・メンディビルR・ロドリゲスM・ウィーラン · スキーM・ギルJ・メイ · フィールドR・マーティンB・ハミルトンD・ケイシーJ・オルネラス |
| 7                            | 遊                           | I・ディアス                  | 左                           | R・ウィリアムズO・ベガD・マキノンS・ロングJr.Em・リベラI・ディアスD・オルティーズE・ロザリオR・カストロA・ガルシア | 7                      | 一                     | R・ロドリゲス          | 右                     | D・レイエスC・メンディビルR・ロドリゲスM・ウィーラン · スキーM・ギルJ・メイ · フィールドR・マーティンB・ハミルトンD・ケイシーJ・オルネラス |
| 8                            | 捕                           | O・ベガ                      | 右                           | R・ウィリアムズO・ベガD・マキノンS・ロングJr.Em・リベラI・ディアスD・オルティーズE・ロザリオR・カストロA・ガルシア | 8                      | 右                     | D・ケイシー            | 右                     | D・レイエスC・メンディビルR・ロドリゲスM・ウィーラン · スキーM・ギルJ・メイ · フィールドR・マーティンB・ハミルトンD・ケイシーJ・オルネラス |
| 9                            | 二                           | S・ロングJr.                 | 左                           | R・ウィリアムズO・ベガD・マキノンS・ロングJr.Em・リベラI・ディアスD・オルティーズE・ロザリオR・カストロA・ガルシア | 9                      | 捕                     | C・メンディビル        | 左                     | D・レイエスC・メンディビルR・ロドリゲスM・ウィーラン · スキーM・ギルJ・メイ · フィールドR・マーティンB・ハミルトンD・ケイシーJ・オルネラス |
| 先発投手                     | 先発投手                     | 先発投手                     | 投球                         | R・ウィリアムズO・ベガD・マキノンS・ロングJr.Em・リベラI・ディアスD・オルティーズE・ロザリオR・カストロA・ガルシア | 先発投手               | 先発投手               | 先発投手               | 投球                   | D・レイエスC・メンディビルR・ロドリゲスM・ウィーラン · スキーM・ギルJ・メイ · フィールドR・マーティンB・ハミルトンD・ケイシーJ・オルネラス |
| R・ウィリアムズ              | R・ウィリアムズ              | R・ウィリアムズ              | 右                           | R・ウィリアムズO・ベガD・マキノンS・ロングJr.Em・リベラI・ディアスD・オルティーズE・ロザリオR・カストロA・ガルシア | D・レイエス            | D・レイエス            | D・レイエス            | 右                     | D・レイエスC・メンディビルR・ロドリゲスM・ウィーラン · スキーM・ギルJ・メイ · フィールドR・マーティンB・ハミルトンD・ケイシーJ・オルネラス |

#### 7日目 2月6日（3位決定戦）
|                                          | 1 | 2 | 3 | 4 | 5 | 6 | 7 | 8 | 9 | R | H  | E |
| ---------------------------------------- | - | - | - | - | - | - | - | - | - | - | -- | - |
| インディオス・デ・マヤグエス（PUR、3位） | 0 | 2 | 0 | 4 | 1 | 0 | 0 | 0 | 0 | 7 | 10 | 1 |
| カルデナレス・デ・ララ（VEN、4位）       | 0 | 0 | 0 | 1 | 0 | 0 | 0 | 0 | 3 | 4 | 8  | 0 |

1. 勝利：リカルド・ベレス（1勝1敗）
2. セーブ：デレック・ロドリゲス（1S）
3. 敗戦：ジミー・エンダースビー（1敗）
4. 本塁打
PUR：イーサン・ディアス1号2ラン・2号ソロ
5. 審判
［球審］フェリックス・テハダ
［塁審］一塁: ヘスス・ロペス・ミラー、二塁: フェリックス・ネオン、三塁: ヒルベルト・マイエル
［外審］左翼: マイケル・サラサー、右翼: アルマンド・シルバス
6. 試合開始時刻: 太平洋標準時（UTC-8）午後7時2分 試合時間: 3時間16分 観客: 1万1810人 気温: 75°F（23.9°C）
詳細: Serie del Caribe（スペイン語） / MLB.com Gameday（英語） / ESPN.com（英語）

| インディオス・デ・マヤグエス | インディオス・デ・マヤグエス | インディオス・デ・マヤグエス | インディオス・デ・マヤグエス | インディオス・デ・マヤグエス                                                                                | カルデナレス・デ・ララ | カルデナレス・デ・ララ | カルデナレス・デ・ララ | カルデナレス・デ・ララ | カルデナレス・デ・ララ |
| ---------------------------- | ---------------------------- | ---------------------------- | ---------------------------- | --- | ---------------------- | ---------------------- | ---------------------- | ---------------------- | --- |
| 打順                         | 守備                         | 選手                         | 打席                         | L・クルーズO・ベガD・マキノンJ・リベラEm・リベラI・ディアスD・オルティーズE・ロザリオR・カストロA・ガルシア | 打順                   | 守備                   | 選手                   | 打席                   | J・エンダースビーY・ケベドH・ペレスC・イズトゥリスJ・フローレスJ・パラシオスJ・ロンドンG・ヘルナンデスA・アマリスタD・バスケス |
| 1                            | 右                           | R・カストロ                  | 左                           | L・クルーズO・ベガD・マキノンJ・リベラEm・リベラI・ディアスD・オルティーズE・ロザリオR・カストロA・ガルシア | 1                      | 三                     | J・フローレス          | 右                     | J・エンダースビーY・ケベドH・ペレスC・イズトゥリスJ・フローレスJ・パラシオスJ・ロンドンG・ヘルナンデスA・アマリスタD・バスケス |
| 2                            | 三                           | Em・リベラ                   | 右                           | L・クルーズO・ベガD・マキノンJ・リベラEm・リベラI・ディアスD・オルティーズE・ロザリオR・カストロA・ガルシア | 2                      | 中                     | G・ヘルナンデス        | 右                     | J・エンダースビーY・ケベドH・ペレスC・イズトゥリスJ・フローレスJ・パラシオスJ・ロンドンG・ヘルナンデスA・アマリスタD・バスケス |
| 3                            | DH                           | A・ガルシア                  | 右                           | L・クルーズO・ベガD・マキノンJ・リベラEm・リベラI・ディアスD・オルティーズE・ロザリオR・カストロA・ガルシア | 3                      | 右                     | A・アマリスタ          | 左                     | J・エンダースビーY・ケベドH・ペレスC・イズトゥリスJ・フローレスJ・パラシオスJ・ロンドンG・ヘルナンデスA・アマリスタD・バスケス |
| 4                            | 左                           | D・オルティーズ              | 左                           | L・クルーズO・ベガD・マキノンJ・リベラEm・リベラI・ディアスD・オルティーズE・ロザリオR・カストロA・ガルシア | 4                      | 左                     | J・ロンドン            | 右                     | J・エンダースビーY・ケベドH・ペレスC・イズトゥリスJ・フローレスJ・パラシオスJ・ロンドンG・ヘルナンデスA・アマリスタD・バスケス |
| 5                            | 一                           | D・マキノン                  | 右                           | L・クルーズO・ベガD・マキノンJ・リベラEm・リベラI・ディアスD・オルティーズE・ロザリオR・カストロA・ガルシア | 5                      | DH                     | D・バスケス            | 左                     | J・エンダースビーY・ケベドH・ペレスC・イズトゥリスJ・フローレスJ・パラシオスJ・ロンドンG・ヘルナンデスA・アマリスタD・バスケス |
| 6                            | 中                           | E・ロザリオ                  | 左                           | L・クルーズO・ベガD・マキノンJ・リベラEm・リベラI・ディアスD・オルティーズE・ロザリオR・カストロA・ガルシア | 6                      | 一                     | H・ペレス              | 右                     | J・エンダースビーY・ケベドH・ペレスC・イズトゥリスJ・フローレスJ・パラシオスJ・ロンドンG・ヘルナンデスA・アマリスタD・バスケス |
| 7                            | 遊                           | I・ディアス                  | 左                           | L・クルーズO・ベガD・マキノンJ・リベラEm・リベラI・ディアスD・オルティーズE・ロザリオR・カストロA・ガルシア | 7                      | 遊                     | J・パラシオス          | 右                     | J・エンダースビーY・ケベドH・ペレスC・イズトゥリスJ・フローレスJ・パラシオスJ・ロンドンG・ヘルナンデスA・アマリスタD・バスケス |
| 8                            | 捕                           | O・ベガ                      | 右                           | L・クルーズO・ベガD・マキノンJ・リベラEm・リベラI・ディアスD・オルティーズE・ロザリオR・カストロA・ガルシア | 8                      | 捕                     | Y・ケベド              | 左                     | J・エンダースビーY・ケベドH・ペレスC・イズトゥリスJ・フローレスJ・パラシオスJ・ロンドンG・ヘルナンデスA・アマリスタD・バスケス |
| 9                            | 二                           | J・リベラ                    | 両                           | L・クルーズO・ベガD・マキノンJ・リベラEm・リベラI・ディアスD・オルティーズE・ロザリオR・カストロA・ガルシア | 9                      | 二                     | C・イズトゥリス        | 両                     | J・エンダースビーY・ケベドH・ペレスC・イズトゥリスJ・フローレスJ・パラシオスJ・ロンドンG・ヘルナンデスA・アマリスタD・バスケス |
| 先発投手                     | 先発投手                     | 先発投手                     | 投球                         | L・クルーズO・ベガD・マキノンJ・リベラEm・リベラI・ディアスD・オルティーズE・ロザリオR・カストロA・ガルシア | 先発投手               | 先発投手               | 先発投手               | 投球                   | J・エンダースビーY・ケベドH・ペレスC・イズトゥリスJ・フローレスJ・パラシオスJ・ロンドンG・ヘルナンデスA・アマリスタD・バスケス |
| L・クルーズ                  | L・クルーズ                  | L・クルーズ                  | 左                           | L・クルーズO・ベガD・マキノンJ・リベラEm・リベラI・ディアスD・オルティーズE・ロザリオR・カストロA・ガルシア | J・エンダースビー      | J・エンダースビー      | J・エンダースビー      | 右                     | J・エンダースビーY・ケベドH・ペレスC・イズトゥリスJ・フローレスJ・パラシオスJ・ロンドンG・ヘルナンデスA・アマリスタD・バスケス |

#### 8日目 2月7日（決勝戦）
|                                           | 1 | 2 | 3 | 4 | 5 | 6 | 7 | 8 | 9 | R | H | E |
| ----------------------------------------- | - | - | - | - | - | - | - | - | - | - | - | - |
| レオネス・デル・エスコヒード（DOM、優勝） | 0 | 0 | 1 | 0 | 0 | 0 | 0 | 0 | 0 | 1 | 4 | 0 |
| チャロス・デ・ハリスコ（MEX、準優勝）     | 0 | 0 | 0 | 0 | 0 | 0 | 0 | 0 | 0 | 0 | 1 | 1 |

1. 勝利：エスミル・ロジャース（1勝1敗）
2. セーブ：ジミー・コルデロ（2S）
3. 敗戦：マニー・バニュエロス（1敗）
4. 審判
［球審］デルフィン・コローン
［塁審］一塁: ロバート・ヌネス、二塁: フェリックス・テハダ、三塁: ヘスス・ロペス・ミラー
［外審］左翼: フェリックス・ネオン、右翼: マイケル・サラサー
5. 試合開始時刻: 太平洋標準時（UTC-8）午後7時3分 試合時間: 3時間13分 観客: 1万8000人 気温: 75°F（23.9°C）
詳細: Serie del Caribe（スペイン語） / MLB.com Gameday（英語） / ESPN.com（英語）

| レオネス・デル・エスコヒード | レオネス・デル・エスコヒード | レオネス・デル・エスコヒード | レオネス・デル・エスコヒード | レオネス・デル・エスコヒード                                                                                   | チャロス・デ・ハリスコ | チャロス・デ・ハリスコ | チャロス・デ・ハリスコ | チャロス・デ・ハリスコ | チャロス・デ・ハリスコ |
| ---------------------------- | ---------------------------- | ---------------------------- | ---------------------------- | --- | ---------------------- | ---------------------- | ---------------------- | ---------------------- | --- |
| 打順                         | 守備                         | 選手                         | 打席                         | E・ロジャースF・メヒアY・ナバーロR・カノC・アダメスJ・グーズマンJ・レイクL・リベラトS・ブリトーK・グティエレス | 打順                   | 守備                   | 選手                   | 打席                   | M・バニュエロスA・ウルタードR・ロドリゲスM・ウィーラン · スキーM・ギルJ・メイ · フィールドR・マーティンB・ハミルトンD・ケイシーJ・オルネラス |
| 1                            | 左                           | J・レイク                    | 右                           | E・ロジャースF・メヒアY・ナバーロR・カノC・アダメスJ・グーズマンJ・レイクL・リベラトS・ブリトーK・グティエレス | 1                      | 中                     | B・ハミルトン          | 右                     | M・バニュエロスA・ウルタードR・ロドリゲスM・ウィーラン · スキーM・ギルJ・メイ · フィールドR・マーティンB・ハミルトンD・ケイシーJ・オルネラス |
| 2                            | 右                           | S・ブリトー                  | 左                           | E・ロジャースF・メヒアY・ナバーロR・カノC・アダメスJ・グーズマンJ・レイクL・リベラトS・ブリトーK・グティエレス | 2                      | 左                     | R・マーティン          | 左                     | M・バニュエロスA・ウルタードR・ロドリゲスM・ウィーラン · スキーM・ギルJ・メイ · フィールドR・マーティンB・ハミルトンD・ケイシーJ・オルネラス |
| 3                            | 一                           | Y・ナバーロ                  | 右                           | E・ロジャースF・メヒアY・ナバーロR・カノC・アダメスJ・グーズマンJ・レイクL・リベラトS・ブリトーK・グティエレス | 3                      | 二                     | M・ウィーランスキー    | 右                     | M・バニュエロスA・ウルタードR・ロドリゲスM・ウィーラン · スキーM・ギルJ・メイ · フィールドR・マーティンB・ハミルトンD・ケイシーJ・オルネラス |
| 4                            | 二                           | R・カノ                      | 左                           | E・ロジャースF・メヒアY・ナバーロR・カノC・アダメスJ・グーズマンJ・レイクL・リベラトS・ブリトーK・グティエレス | 4                      | 三                     | M・ギル                | 右                     | M・バニュエロスA・ウルタードR・ロドリゲスM・ウィーラン · スキーM・ギルJ・メイ · フィールドR・マーティンB・ハミルトンD・ケイシーJ・オルネラス |
| 5                            | DH                           | K・グティエレス              | 右                           | E・ロジャースF・メヒアY・ナバーロR・カノC・アダメスJ・グーズマンJ・レイクL・リベラトS・ブリトーK・グティエレス | 5                      | 遊                     | J・メイフィールド      | 右                     | M・バニュエロスA・ウルタードR・ロドリゲスM・ウィーラン · スキーM・ギルJ・メイ · フィールドR・マーティンB・ハミルトンD・ケイシーJ・オルネラス |
| 6                            | 捕                           | F・メヒア                    | 両                           | E・ロジャースF・メヒアY・ナバーロR・カノC・アダメスJ・グーズマンJ・レイクL・リベラトS・ブリトーK・グティエレス | 6                      | DH                     | J・オルネラス          | 左                     | M・バニュエロスA・ウルタードR・ロドリゲスM・ウィーラン · スキーM・ギルJ・メイ · フィールドR・マーティンB・ハミルトンD・ケイシーJ・オルネラス |
| 7                            | 三                           | C・アダメス                  | 両                           | E・ロジャースF・メヒアY・ナバーロR・カノC・アダメスJ・グーズマンJ・レイクL・リベラトS・ブリトーK・グティエレス | 7                      | 一                     | R・ロドリゲス          | 右                     | M・バニュエロスA・ウルタードR・ロドリゲスM・ウィーラン · スキーM・ギルJ・メイ · フィールドR・マーティンB・ハミルトンD・ケイシーJ・オルネラス |
| 8                            | 中                           | L・リベラト                  | 左                           | E・ロジャースF・メヒアY・ナバーロR・カノC・アダメスJ・グーズマンJ・レイクL・リベラトS・ブリトーK・グティエレス | 8                      | 右                     | D・ケイシー            | 右                     | M・バニュエロスA・ウルタードR・ロドリゲスM・ウィーラン · スキーM・ギルJ・メイ · フィールドR・マーティンB・ハミルトンD・ケイシーJ・オルネラス |
| 9                            | 遊                           | J・グーズマン                | 右                           | E・ロジャースF・メヒアY・ナバーロR・カノC・アダメスJ・グーズマンJ・レイクL・リベラトS・ブリトーK・グティエレス | 9                      | 捕                     | A・ウルタード          | 両                     | M・バニュエロスA・ウルタードR・ロドリゲスM・ウィーラン · スキーM・ギルJ・メイ · フィールドR・マーティンB・ハミルトンD・ケイシーJ・オルネラス |
| 先発投手                     | 先発投手                     | 先発投手                     | 投球                         | E・ロジャースF・メヒアY・ナバーロR・カノC・アダメスJ・グーズマンJ・レイクL・リベラトS・ブリトーK・グティエレス | 先発投手               | 先発投手               | 先発投手               | 投球                   | M・バニュエロスA・ウルタードR・ロドリゲスM・ウィーラン · スキーM・ギルJ・メイ · フィールドR・マーティンB・ハミルトンD・ケイシーJ・オルネラス |
| E・ロジャース                | E・ロジャース                | E・ロジャース                | 右                           | E・ロジャースF・メヒアY・ナバーロR・カノC・アダメスJ・グーズマンJ・レイクL・リベラトS・ブリトーK・グティエレス | M・バニュエロス        | M・バニュエロス        | M・バニュエロス        | 左                     | M・バニュエロスA・ウルタードR・ロドリゲスM・ウィーラン · スキーM・ギルJ・メイ · フィールドR・マーティンB・ハミルトンD・ケイシーJ・オルネラス |

## 大会オールスターチーム（ベストナイン）
大会オールスターチーム（西: Equipo Todos Estrellas、ベストナイン）選出のため、記者229名による投票が大会7日目・3位決定戦の開始までに実施され、翌日の決勝戦前に結果が発表された。受賞者は以下の通り。
| ポジション | 受賞者                     | 所属チーム                   | 成績                                                         |
| ---------- | -------------------------- | ---------------------------- | ------------------------------------------------------------ |
| 捕手       | フランシスコ・メヒア       | レオネス・デル・エスコヒード | 13打数5安打・0本塁打・1打点・OPS 1.082・1盗塁                |
| 一塁手     | ヤマイコ・ナバーロ         | レオネス・デル・エスコヒード | 22打数8安打・0本塁打・2打点・OPS 0.849・0盗塁                |
| 二塁手     | マイケル・ウィーランスキー | チャロス・デ・ハリスコ       | 22打数7安打・0本塁打・3打点・OPS 0.809・2盗塁                |
| 三塁手     | ケルビン・グティエレス     | レオネス・デル・エスコヒード | 17打数5安打・0本塁打・2打点・OPS 0.627・1盗塁                |
| 遊撃手     | ジャック・メイフィールド   | チャロス・デ・ハリスコ       | 18打数3安打・0本塁打・2打点・OPS 0.485・0盗塁                |
| 左翼手     | ルディ・マーティン         | チャロス・デ・ハリスコ       | 21打数8安打・0本塁打・1打点・OPS 0.952・4盗塁                |
| 中堅手     | ビリー・ハミルトン         | チャロス・デ・ハリスコ       | 14打数3安打・0本塁打・1打点・OPS 0.807・5盗塁                |
| 右翼手     | アレクシー・アマリスタ     | カルデナレス・デ・ララ       | 23打数7安打・1本塁打・3打点・OPS 0.929・0盗塁                |
| 指名打者   | ダンリー・バスケス         | カルデナレス・デ・ララ       | 25打数7安打・1本塁打・4打点・OPS 0.680・2盗塁                |
| 先発投手   | ヘスス・バルガス           | カルデナレス・デ・ララ       | 1試合8.0イニング・1勝0敗0セーブ・防御率0.00・7奪三振/3与四球 |
| 救援投手   | トレバー・クリフトン       | チャロス・デ・ハリスコ       | 3試合3.0イニング・0勝0敗3セーブ・防御率0.00・2奪三振/0与四球 |
| 監督       | ベンジー・ギル             | チャロス・デ・ハリスコ       | 予選ラウンド首位通過→準優勝 大会通算5勝1敗・勝率.833         |